# Carlos III do Reino Unido
Carlos III, em inglês: Charles III, (nascido Carlos Filipe Artur Jorge, em inglês: Charles Philip Arthur George; Londres, 14 de novembro de 1948) é o atual Rei do Reino Unido e de mais 14 Estados soberanos e independentes chamados de Reinos da Comunidade de Nações desde 2022, após a morte da sua mãe, a rainha Isabel II. Ele também é o chefe da vasta organização intergovernamental Commonwealth, composta por 56 países independentes. Ele foi herdeiro aparente, bem como Duque da Cornualha e Duque de Rothesay desde 1952 até 2022, sendo o herdeiro que por mais tempo ficou em primeiro lugar na linha de sucessão em toda história britânica. Foi também o Príncipe de Gales mais antigo, tendo mantido o título desde julho de 1958. Após a morte de seu pai, o príncipe Filipe em 9 de abril de 2021, Carlos também herdou o título de Duque de Edimburgo, o qual manteve até à sua ascensão, tendo sido revertido para a Coroa e atribuído posteriormente ao seu irmão Eduardo.
Carlos nasceu no Palácio de Buckingham como o primeiro neto do rei Jorge VI e da rainha Isabel. Ele foi educado nas escolas Cheam e Gordonstoun, ambas as quais seu pai frequentou quando criança. Mais tarde, ele passou um ano no campus Timbertop da Geelong Grammar School em Victoria, Austrália. Depois de se formar em Artes pela Universidade de Cambridge, Carlos serviu na Força Aérea Real e na Marinha Real de 1971 a 1976. Em 1981, casou-se com Diana Frances Spencer, com quem teve dois filhos: Guilherme e Henrique. Em 1996, o casal se divorciou após casos extraconjugais bem divulgados por ambas as partes. Diana morreu em decorrência de um acidente de carro em Paris no ano seguinte. Em 2005, Carlos se casou com sua parceira de longa data Camilla Parker Bowles.
Como príncipe de Gales, Carlos assumiu funções oficiais em nome da rainha. Ele fundou o The Prince's Trust em 1976, patrocina The Prince's Charities e é patrono, presidente ou membro de mais de 400 outras instituições de caridade e organizações. Como um ambientalista autodenominado, Carlos falou publicamente sobre questões como agricultura orgânica e mudanças climáticas, o que lhe rendeu prêmios e reconhecimento de grupos ambientalistas. Seu apoio à medicina alternativa, incluindo a homeopatia, tem sido alvo de críticas. Suas opiniões sobre o papel da arquitetura na sociedade e a conservação de edifícios históricos receberam atenção significativa de arquitetos britânicos e críticos de design. Desde 1993, Carlos trabalhou na criação de "Poundbury", uma nova cidade experimental baseada em seus gostos arquitetônicos. Ele também é autor ou co-autor de vários livros.
Antes de ascender ao trono britânico, as pesquisas de opinião colocaram a popularidade de Carlos com o povo britânico em 42%, com uma pesquisa da BMG Research de 2019 descobrindo que 46% dos britânicos queriam que Carlos abdicasse imediatamente após a ascensão ao trono, em favor de Guilherme. Uma pesquisa de opinião de 2021 informou que 60% do público britânico tinha uma opinião favorável sobre ele.

## Primeiros anos

### Nascimento

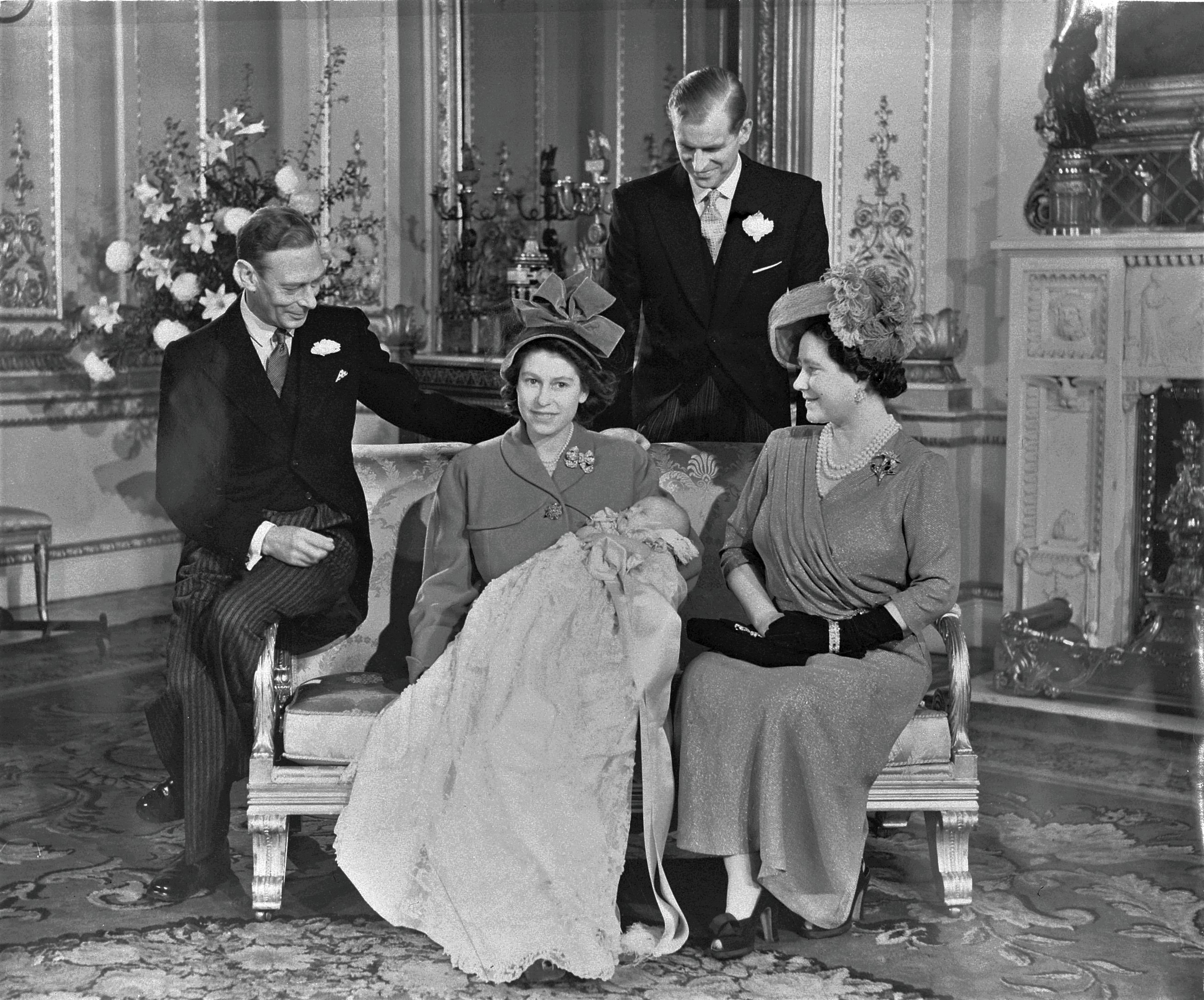
Retrato de família do rei Jorge VI (à esquerda), com a rainha Isabel (à direita), sua filha, a princesa Isabel (mais tarde rainha Isabel II; centro) e genro Filipe, Duque de Edimburgo (atrás), depois a cerimônia de batismo de Carlos (mais tarde Carlos III), (o fotografado nos braços da mãe).

Carlos nasceu às 21h14min do dia 14 de novembro de 1948 no Palácio de Buckingham, o primeiro filho da então princesa Isabel, Duquesa de Edimburgo, e seu marido Filipe, Duque de Edimburgo, e também o primeiro neto do rei Jorge VI do Reino Unido e da rainha Isabel Bowes-Lyon. Ele foi batizado por Geoffrey Fisher, o Arcebispo da Cantuária, em 15 de dezembro usando água tirada do rio Jordão. Seus padrinhos foram seu avô materno o rei, seu primo o rei Haakon VII da Noruega (representado por Alexandre Cambridge, 1.º Conde de Athlone), sua bisavó materna a rainha Maria de Teck, sua tia materna a princesa Margarida, seu tio-avô paterno o príncipe Jorge da Grécia e Dinamarca (representado por Filipe), sua bisavó paterna Vitória Mountbatten, Viúva Marquesa de Milforn Haven; sua prima Patricia Knatchbull, Baronesa Brabourne; e seu tio-avô materno David Bowes-Lyon. Carlos não teria recebido normalmente o título de príncipe e o estilo de Sua Alteza Real por ser descendente do soberano através da linhagem feminina, ao invés disso ele assumiria como cortesia o título secundário de seu pai de Conde de Merioneth. Entretanto, o rei emitiu cartas-patente em 22 de outubro de 1948 concedendo os estilos e títulos reais para todos os filhos de Elizabeth e Filipe, fazendo de Carlos um membro da família real desde seu nascimento.

Jorge VI morreu em 1952 e sua filha ascendeu ao trono como Isabel II, com Carlos tornando-se um herdeiro aparente aos três anos. Ele automaticamente assumiu os títulos de Duque da Cornualha, Duque de Rothesay, Conde de Carrick, Barão de Renfrew, Lorde das Ilhas e Príncipe e Grande Intendente da Escócia como o filho homem mais velho da soberana. Ele compareceu à coroação de sua mãe na Abadia de Westminster em 2 de julho de 1953, sentando-se ao lado de sua avó e tia. Como era comum para as crianças reais, Catherine Peebles foi nomeada governanta de Carlos e assumiu sua educação entre os cinco e oito anos de idade. O Palácio de Buckingham acabou anunciando em 1955 que o príncipe iria para a escola ao invés de ser educado particularmente por um tutor, tornando-se o primeiro herdeiro aparente britânico a ser educado dessa maneira.

### Infância e juventude

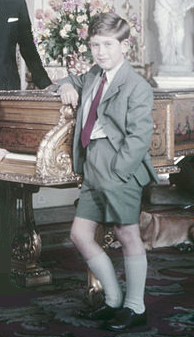
Príncipe Carlos em 1957

Carlos primeiro frequentou a Hill House School, no oeste de Londres, onde não recebeu tratamento preferencial a pedido explícito da rainha, e teve como seu professor Stuart Townend, que também tinha a tarefa de elaborar periodicamente relatórios à rainha sobre a educação do pequeno príncipe. Foi também Townend quem convenceu a Rainha a matricular seu filho em uma associação de futebol para permitir que ele jogasse esportes. O príncipe então frequentou duas escolas patrocinadas por seu pai, Cheam Preparatory School em Berkshire, Inglaterra, e mais tarde Gordonstoun College no nordeste da Escócia. Ele também passou algum tempo no campus educacional ao ar-livre Timbertop, do Geelong Grammar School, na Austrália, durante o qual ele aproveitou para visitar Papua Nova Guiné durante uma viagem escolar com seu professor de história, Michael Collins Persse. Seu retorno a Gordonstoun fez Carlos se tornar líder de classe. Ele deixou a escola em 1967 com dois Níveis A de História e Francês nas séries B e C, respectivamente.
Carlos começou a frequentar o ensino médio e depois a universidade, em vez de se juntar diretamente às forças armadas britânicas. Em outubro de 1967 o príncipe foi admitido no Trinity College, em Cambridge, onde estudou antropologia, arqueologia e história. No segundo ano acadêmico, Carlos frequentou a University College of Wales em Aberystwyth, estudando, por um tempo, história e língua galesa. Ele então se formou em Cambridge, com o diploma de Bacharel em Artes em 23 de junho de 1970, sendo o primeiro herdeiro ao trono a ganhar um diploma de bacharel. Em 2 de agosto de 1975, ele também obteve o título de Mestre das Artes, também em Cambridge.

## Príncipe de Gales
Carlos foi nomeado Príncipe de Gales e Conde de Chester em 26 de julho de 1958, embora sua investidura não tenha sido realizada até 1 de julho de 1969, quando ele foi coroado por sua mãe em uma cerimônia televisionada realizada no Castelo de Caernarfon. Ele tomou seu assento na Câmara dos Lordes em 1970, e fez seu discurso inaugural em junho de 1974, o primeiro membro da realeza a falar desde o futuro Eduardo VII em 1884. Ele falou novamente em 1975. Carlos começou a assumir funções mais públicas, fundando o The Prince's Trust em 1976, e viajando para os Estados Unidos em 1981. Em meados da década de 1970, o então príncipe expressou interesse em servir como governador-geral da Austrália, por sugestão do primeiro-ministro australiano Malcolm Fraser, mas por falta de entusiasmo público nada resultou da proposta. Carlos aceitou a decisão, se não sem algum pesar. Ele disse: "Então, o que você deve pensar quando está preparado para fazer algo para ajudar e apenas lhe dizem que não é desejado?".

### Treinamento militar e carreira
Carlos serviu na Royal Air Force e, seguindo os passos de seu pai, avô e dois de seus bisavôs, na Royal Navy. Durante seu segundo ano em Cambridge, ele solicitou e recebeu treinamento da Royal Air Force. Em 8 de março de 1971, ele voou para o Royal Air Force College Cranwell para treinar como piloto de jato. Depois do desfile de desmaios daquele setembro, ele embarcou na carreira naval e matriculou-se em um curso de seis semanas no Royal Naval College Dartmouth. Ele então serviu no destróier de mísseis guiados HMS Norfolk (1971–1972) e nas fragatas HMS Minerva (1972–1973) e HMS Júpiter (1974). Em 1974, ele se qualificou como piloto de helicóptero no RNAS Yeovilton, e então se juntou ao 845 Naval Air Squadron, operando a partir do HMS Hermes.
Em 9 de fevereiro de 1976, Carlos assumiu o comando do caçador de minas costeiro HMS Bronington em seus últimos dez meses de serviço ativo na marinha. Ele aprendeu a voar em um treinador de piloto básico Chipmunk, um treinador a jato BAC Jet Provost e um treinador multimotor Beagle Basset; ele então voou regularmente nas aeronaves Hawker Siddeley Andover, Westland Wessex e BAe 146 do The Queen's Flight até que desistiu de voar após bater o BAe 146 nas Hébridas em 1994.

### Relacionamentos e casamentos

#### Namoros
Em sua juventude, Carlos foi romanticamente ligado a várias jovens. As namoradas de Carlos incluíam Georgiana Russell, filha de Sir John Russell, que foi embaixador britânico na Espanha; Lady Jane Wellesley, filha do 8.º duque de Wellington; Davina Sheffield; Lady Sarah Spencer; e Camilla Shand, que mais tarde se tornou sua segunda esposa e duquesa da Cornualha.

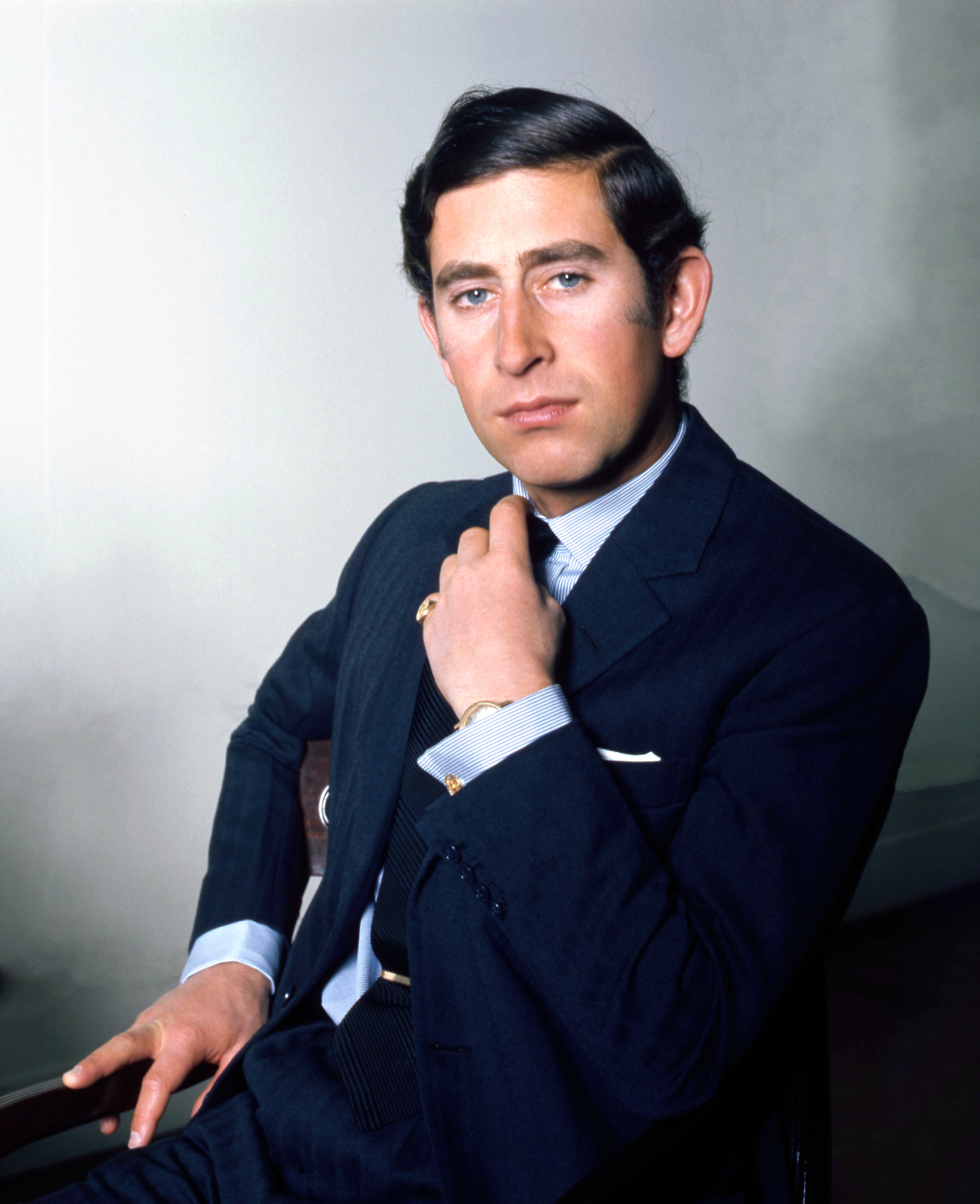
O príncipe Carlos em 1974

No início de 1974, Mountbatten começou a se corresponder com Carlos sobre um possível casamento com Amanda Knatchbull, que era neta de Mountbatten. Carlos escreveu à mãe de Amanda - Lady Brabourne, que também era sua madrinha - expressando interesse em sua filha, ao que ela respondeu com aprovação, embora sugerisse que um namoro com a garota que ainda não tinha 17 anos era prematuro. Quatro anos depois, Mountbatten conseguiu que Amanda e ele acompanhassem Carlos em sua turnê de 1980 pela Índia. Ambos os pais, entretanto, objetaram; Filipe temia que Carlos fosse eclipsado por seu famoso tio (que serviu como o último vice-rei britânico e primeiro governador-geral da Índia), enquanto Lord Brabourne advertiu que uma visita conjunta concentraria a atenção da mídia nos primos antes que eles decidissem se tornar um casal.
No entanto, em agosto de 1979, antes de Carlos partir sozinho para a Índia, Mountbatten foi morto pelo IRA. Quando Carlos voltou, ele propôs Amanda, mas além de seu avô, ela havia perdido sua avó paterna e irmão mais novo Nicholas no ataque a bomba e agora estava relutante em se juntar à família real. Em junho de 1980, Carlos recusou oficialmente a Chevening House, colocada à sua disposição desde 1974, como sua futura residência. Chevening, uma casa senhorial em Kent, foi legada, junto com uma doação, à Coroa pelo último Conde Stanhope, tio-avô sem filhos de Amanda, na esperança de que Carlos eventualmente a ocupasse. Em 1977, uma reportagem de jornal anunciou erroneamente seu noivado com a princesa Marie-Astrid de Luxemburgo.

#### Lady Diana Spencer

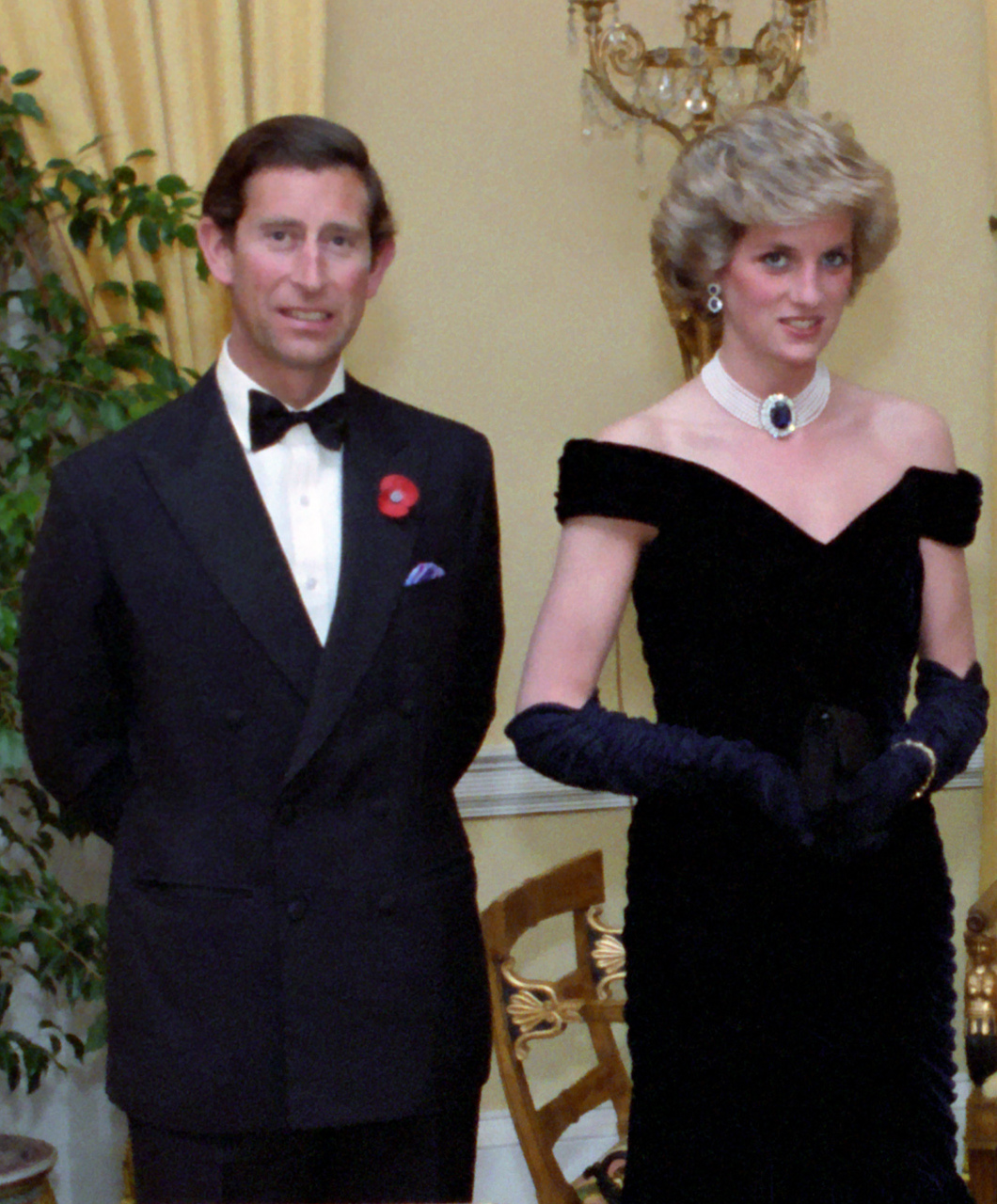
O então príncipe Carlos e a princesa Diana em 1985.

Carlos conheceu Diana Spencer em 1977, quando ele estava visitando a casa dela, Althorp. Ele era o companheiro de sua irmã mais velha, Sarah, e não considerou Diana romanticamente até meados de 1980. Enquanto Carlos e Diana estavam sentados juntos em um fardo de feno no churrasco de um amigo em julho, ela mencionou que ele parecia desamparado e necessitado de cuidados no funeral de seu tio-avô, Lord Mountbatten. Logo, de acordo com o biógrafo escolhido por Carlos, Jonathan Dimbleby, "sem qualquer impulso aparente de sentimento, ele começou a pensar seriamente nela como uma noiva em potencial", e ela acompanhou Carlos em visitas ao Castelo de Balmoral e à Casa de Sandringham.
O primo de Carlos, Norton Knatchbull, e sua esposa disseram a Carlos que Diana parecia impressionada com sua posição e que ele não parecia estar apaixonado por ela. Enquanto isso, o namoro contínuo do casal atraiu intensa atenção da imprensa e dos paparazzi. Quando o príncipe Filipe disse a ele que a especulação da mídia prejudicaria a reputação de Diana se Carlos não tomasse uma decisão sobre se casar com ela em breve e percebesse que ela era uma noiva real adequada (de acordo com os critérios de Mountbatten), Carlos interpretou o conselho de seu pai como um aviso para prosseguir sem mais demora.
Carlos pediu Diana em casamento em fevereiro de 1981; ela aceitou e eles se casaram na Catedral de São Paulo em 29 de julho daquele ano. Após o casamento, Carlos reduziu sua contribuição voluntária de imposto sobre os lucros gerados pelo Ducado da Cornualha de 50% para 25%. O casal morava no Palácio de Kensington e em Highgrove House, perto de Tetbury, e tinha dois filhos: Guilherme (nascido em 1982) e Henrique (conhecido como "Harry") (nascido em 1984). Carlos abriu um precedente ao ser o primeiro pai real a estar presente no nascimento de seus filhos.

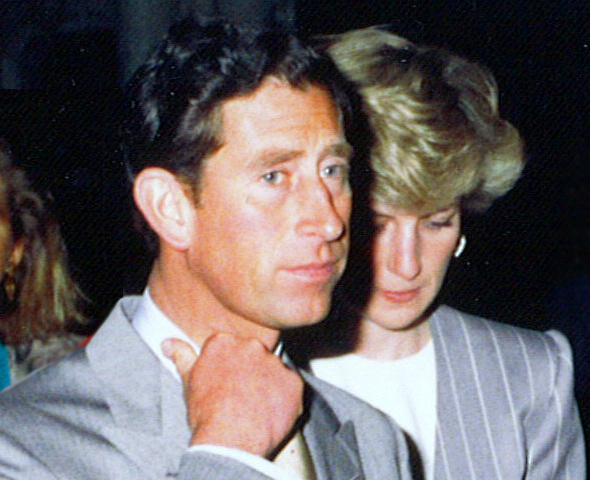
Carlos e Diana na Espanha em 1987, poucos anos antes de iniciarem uma vida separados.

Em cinco anos, o casamento estava em apuros devido à incompatibilidade do casal e à diferença de idade de quase 13 anos. Em uma fita de vídeo gravada por Peter Settelen em 1992, Diana admitiu que em 1986 ela estava "profundamente apaixonada por alguém que trabalhava neste ambiente." Acredita-se que ela estava se referindo a Barry Mannakee, que foi transferido para o Esquadrão de Proteção Diplomática em 1986 depois que seus gerentes determinaram que seu relacionamento com Diana havia sido inadequado. Diana mais tarde começou um relacionamento com o major James Hewitt, o ex-instrutor de equitação da família. O evidente desconforto de Carlos e Diana na companhia um do outro levou-os a serem apelidados de "The Glums" pela imprensa. Diana expôs o caso de Carlos com Camilla em um livro de Andrew Morton, Diana, Her True Story. Fitas de áudio de seus próprios flertes extraconjugais também surgiram. Sugestões persistentes de que Hewitt é o pai do príncipe Henrique foram baseadas em uma semelhança física entre Hewitt e Henrique. No entanto, Henrique já havia nascido quando o caso de Diana com Hewitt começou.
Em dezembro de 1992, o primeiro-ministro britânico John Major anunciou a separação legal do casal no Parlamento. No início daquele ano, a imprensa britânica publicou transcrições de uma apaixonada conversa telefônica grampeada entre Carlos e Camilla em 1989. O então príncipe buscou a compreensão do público em um filme para a televisão, Charles: The Private Man, the Public Role, com Jonathan Dimbleby, que foi transmitido em 29 de junho de 1994. Em uma entrevista no filme, ele confirmou seu próprio caso extraconjugal com Camilla, dizendo que reacendera sua associação em 1986 somente depois que seu casamento com Diana havia "rompido irremediavelmente". Carlos e Diana se divorciaram em 28 de agosto de 1996.
Diana morreu em um acidente de carro em Paris em 31 de agosto do ano seguinte e Carlos voou para a capital francesa com as irmãs de Diana para acompanhar seu corpo de volta à Grã-Bretanha.

#### Camila Parker Bowles

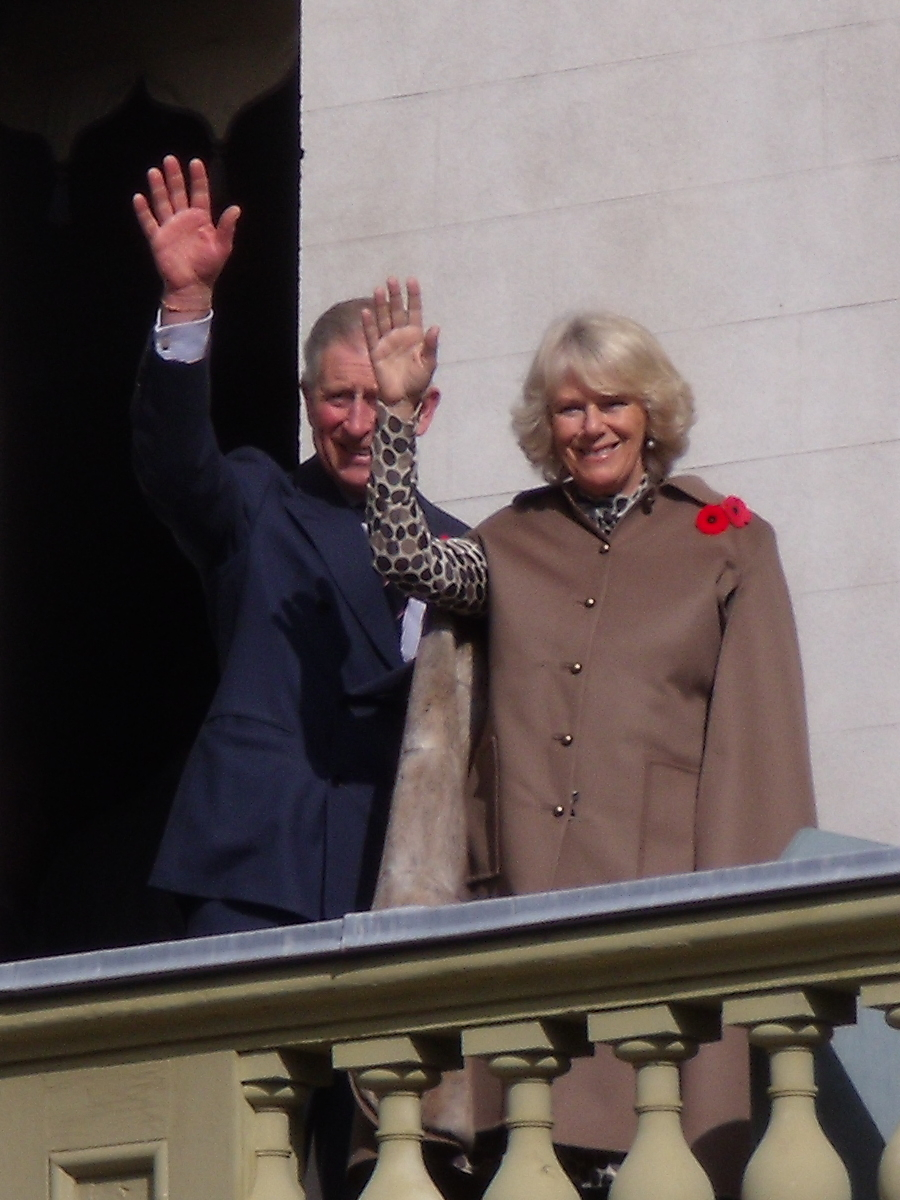
O então Príncipe de Gales e a então Duquesa da Cornualha em Hamilton, Canadá, 2009.

O relacionamento do então príncipe de Gales com Camilla Parker Bowles começou há muitos anos e continuou mesmo durante seu casamento com a falecida princesa Diana. Após sua morte, Camilla tornou-se parceira não oficial de Carlos em muitos eventos públicos.
O noivado de Carlos e Camilla Parker Bowles foi anunciado em 10 de fevereiro de 2005; ele a presenteou com um anel de noivado que pertencera a sua avó. O consentimento da rainha para o casamento (conforme exigido pelo Royal Marriages Act 1772) foi registrado em uma reunião do Conselho Privado em 2 de março. No Canadá, o Departamento de Justiça anunciou sua decisão de que o Queen's Privy Council for Canada não era obrigado a se reunir para dar seu consentimento ao casamento, já que a união não resultaria em descendência e não teria impacto na sucessão ao trono canadense.
Carlos foi o único membro da família real a ter um casamento civil, em vez de religioso, na Inglaterra. Documentos governamentais das décadas de 1950 e 1960, publicados pela BBC, declararam que tal casamento era ilegal, embora tenham sido rejeitados pelo porta-voz de Carlos, e explicados como obsoletos pelo governo em exercício.
O casamento foi agendado para uma cerimônia civil no Castelo de Windsor, com uma bênção religiosa subsequente na Capela de São Jorge. O local foi posteriormente alterado para Windsor Guildhall, porque um casamento civil no Castelo de Windsor obrigaria o local a estar disponível para qualquer pessoa que desejasse se casar lá. Quatro dias antes do casamento, foi adiado da data originalmente marcada para 8 de abril para o dia seguinte, a fim de permitir que Carlos e alguns dos dignitários convidados assistissem ao funeral do Papa João Paulo II.
Os pais de Carlos não compareceram à cerimônia de casamento civil - a relutância da rainha em comparecer possivelmente surgiu de sua posição como governadora suprema da Igreja da Inglaterra. A rainha Isabel II e o duque de Edimburgo compareceram ao serviço de bênção e mais tarde ofereceram uma recepção para os recém-casados no Castelo de Windsor. A bênção, pelo arcebispo de Canterbury, Rowan Williams, na Capela de São Jorge, Castelo de Windsor, foi televisionada.

### Deveres oficiais
Em 2008, The Daily Telegraph descreveu Carlos como o "membro mais trabalhador da família real". Ele realizou 560 compromissos oficiais em 2008, 499 em 2010, e mais de 600 em 2011.
Como Príncipe de Gales, Carlos assumiu funções oficiais em nome da rainha. Ele oficiava em investiduras e assistia a funerais de dignitários estrangeiros. Em fins de 1974, quando em Portugal se passava o Processo Revolucionário Em Curso, o então enviado diplomático Victor Alves acredita-o de demonstrar vasto conhecimento sobre a situação política portuguesa e da história do país, dizendo «era o mais informado de todos». O príncipe Carlos fazia viagens regulares ao País de Gales, cumprindo uma semana de compromissos a cada verão e participando de ocasiões nacionais importantes, como a abertura do Senedd. Os seis curadores do Royal Collection Trust se reúnem três vezes por ano sob sua presidência. Carlos viaja para o exterior em nome do Reino Unido. Ele é considerado um defensor eficaz do país. Em 1983, Christopher John Lewis, que disparou um tiro com um rifle 22 contra a rainha em 1981, tentou escapar de um hospital psiquiátrico para assassinar Carlos, que estava visitando a Nova Zelândia com Diana e Guilherme. Enquanto visitava a Austrália em janeiro de 1994, dois tiros de uma pistola foram disparados contra ele no Dia da Austrália por David Kang em protesto contra o tratamento de várias centenas de requerentes de asilo cambojanos mantidos em campos de detenção. Em 1995, Carlos se tornou o primeiro membro da família real a visitar a República da Irlanda em uma capacidade oficial.
Em 2000, Carlos reviveu a tradição do Príncipe de Gales de ter um harpista oficial, a fim de fomentar o talento galês para tocar harpa, o instrumento nacional do País de Gales. Ele e a então Duquesa da Cornualha também passavam uma semana por ano na Escócia, onde é patrono de várias organizações escocesas. Seu serviço às Forças Armadas canadenses permite que ele seja informado das atividades das tropas e que visite essas tropas no Canadá ou no exterior, participando de ocasiões cerimoniais. Por exemplo, em 2001 ele colocou uma coroa de flores especialmente encomendada, feita de vegetação retirada de campos de batalha franceses, na Tumba Canadense do Soldado Desconhecido, e em 1981 ele se tornou o patrono do Museu Canadense de Aviões de Guerra. No funeral do Papa João Paulo II em 2005, Carlos involuntariamente causou polêmica ao apertar a mão de Robert Mugabe, o presidente do Zimbábue, que estava sentado ao lado dele. Posteriormente, o gabinete de Carlos divulgou um comunicado dizendo: "O Príncipe de Gales foi pego de surpresa e não estava em posição de evitar apertar a mão de Mugabe. O Príncipe considera o atual regime do Zimbábue abominável. Ele apoiou o Fundo de Defesa e Ajuda do Zimbábue, que funciona com os oprimidos pelo regime. O príncipe também conheceu recentemente Pius Ncube, o arcebispo de Bulawayo, um crítico ferrenho do governo". Em novembro de 2001, Carlos foi atingido no rosto por três cravos vermelhos pela adolescente Alina Lebedeva, durante uma visita oficial à Letônia. Em 2010, Carlos representou a rainha na cerimônia de abertura dos Jogos da Commonwealth de 2010 em Deli, Índia. Ele participa de eventos oficiais no Reino Unido em apoio aos países da Commonwealth, como o serviço memorial do terremoto de Christchurch na Abadia de Westminster em 2011. De 15 a 17 de novembro de 2013, ele representou a rainha pela primeira vez em uma reunião de chefes de governo da Commonwealth, em Colombo, Sri Lanka.

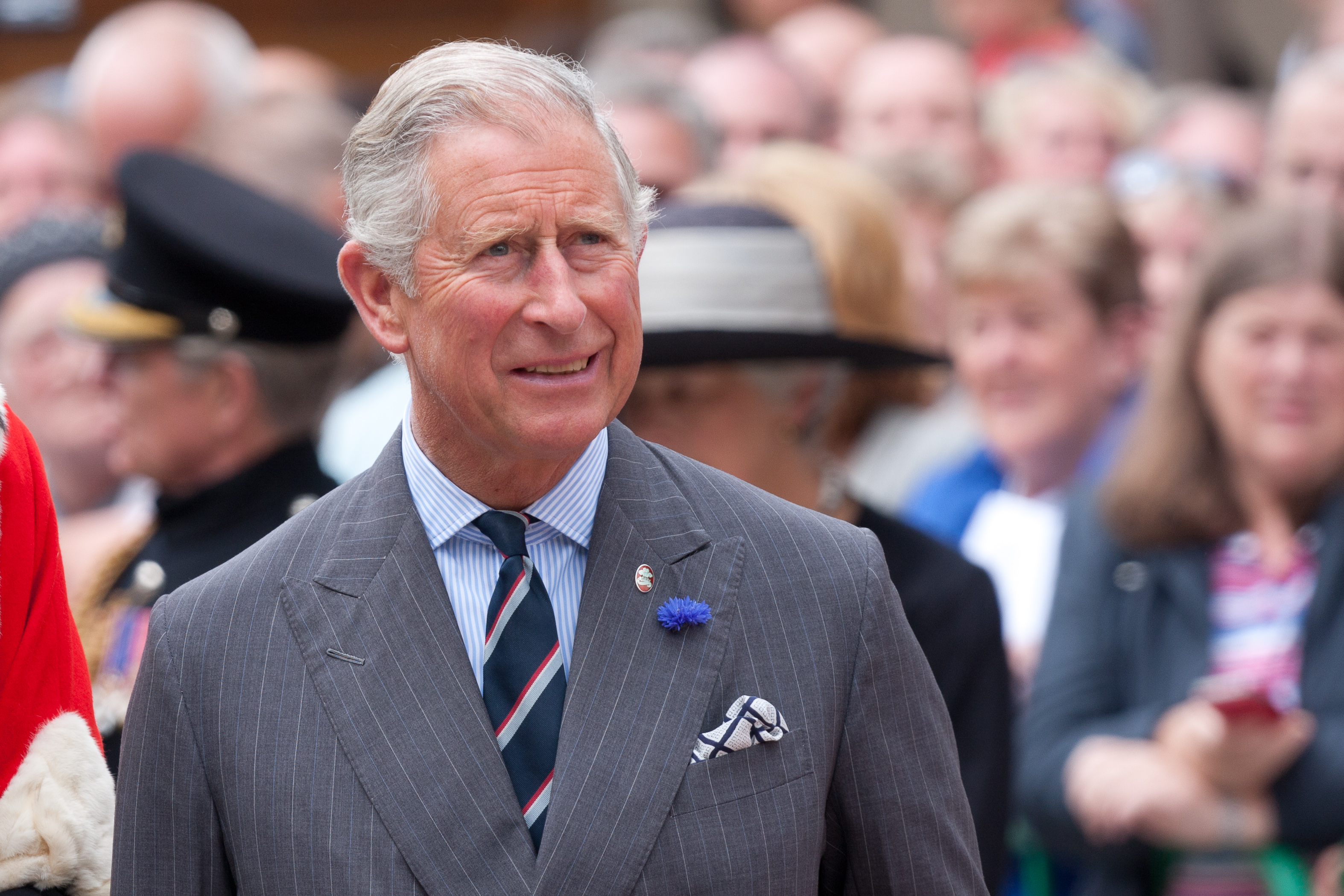
Carlos em Jersey, na visita real de 2012.

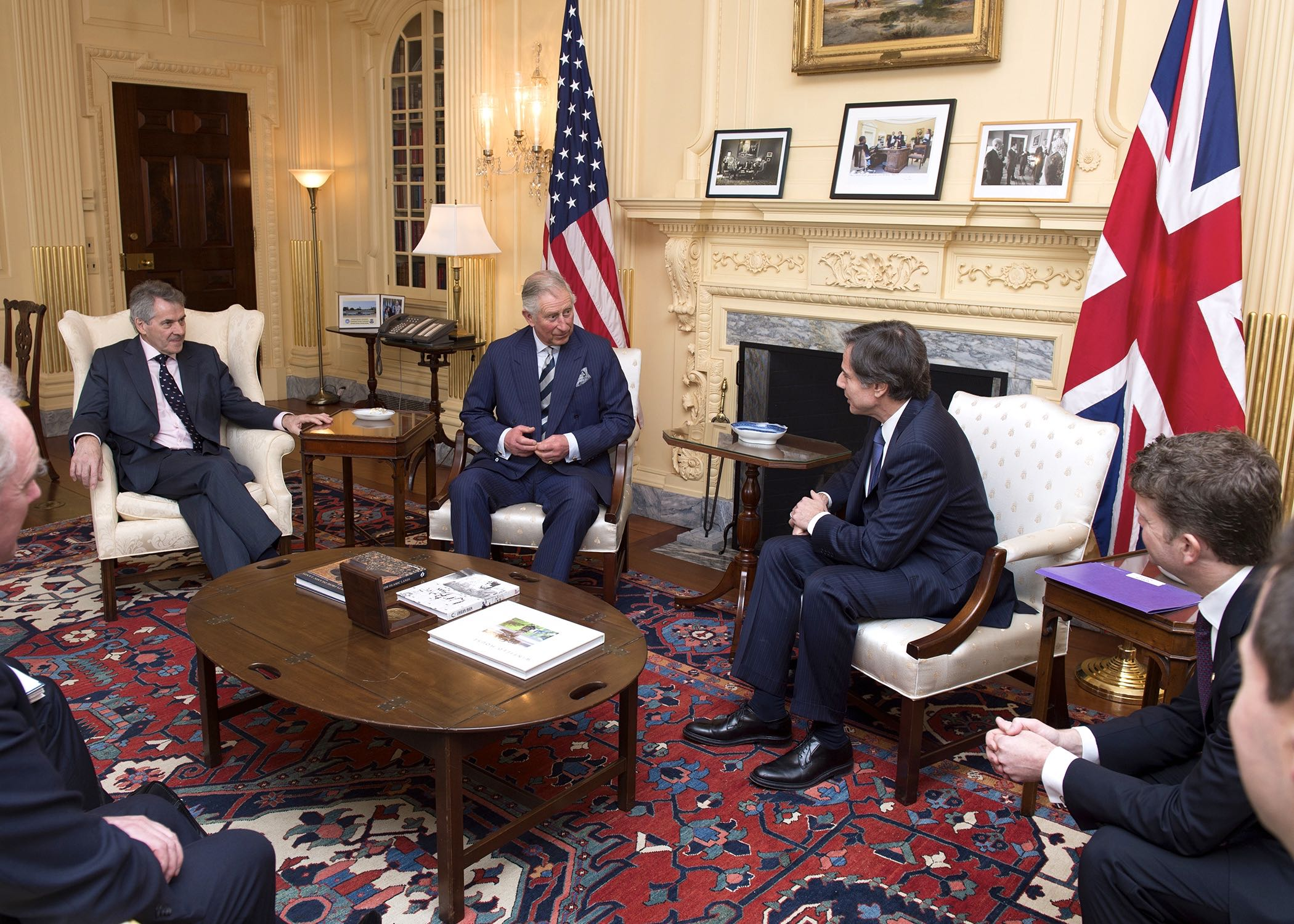
O então príncipe em visita ao Departamento de Estado dos EUA, em Washington, D.C., 2015.

Cartas enviadas por Carlos aos ministros do governo durante 2004 e 2005 – os chamados memorandos da aranha negra – apresentaram um potencial constrangimento após um desafio do jornal The Guardian de liberar as cartas sob a Lei de Liberdade de Informação de 2000. Em março de 2015, a Suprema Corte do Reino Unido decidiu que as cartas dele deviam ser liberadas. As cartas foram publicadas pelo Gabinete em 13 de maio de 2015. A reação aos memorandos após sua libertação foi amplamente favorável a Carlos, com poucas críticas a ele. Os memorandos foram descritos na imprensa como "insatisfatórios" e "inofensivos" e que sua liberação "foi um tiro pela culatra para aqueles que procuram menosprezá-lo", com a reação do público também de apoio.
Carlos e sua esposa Camila fizeram sua primeira viagem conjunta à República da Irlanda em maio de 2015. A viagem foi considerada um passo importante na "promoção da paz e da reconciliação" pela Embaixada Britânica. Durante a viagem, Carlos apertou a mão do Sinn Féin e do suposto líder do IRA, Gerry Adams, em Galway, que foi descrito pela mídia como um "aperto de mão histórico" e um "momento significativo para as relações anglo-irlandesas". No período que antecedeu a visita do então príncipe, dois dissidentes republicanos irlandeses foram presos por planejar um ataque a bomba. Semtex e foguetes foram encontrados na casa em Dublin do suspeito Donal Ó Coisdealbha, membro de uma autodenominada organização Óglaigh na hÉireann, que mais tarde foi preso por cinco anos e meio. Ele estava ligado a um veterano republicano, Seamus McGrane de County Louth, um membro do Real IRA, que foi preso por 11 anos e meio. Em 2015, foi revelado que Carlos tinha acesso a documentos confidenciais do gabinete do Reino Unido.

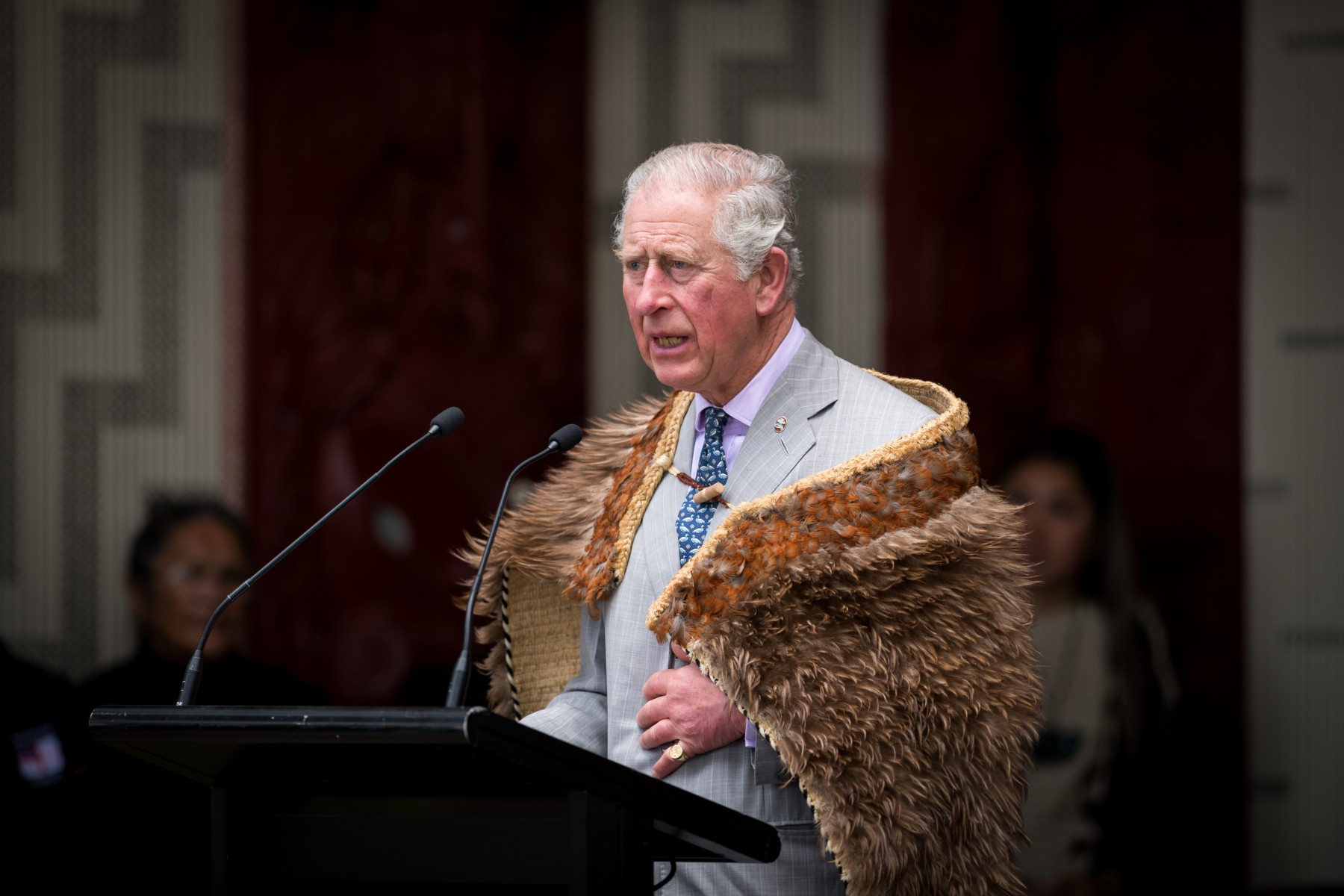
Carlos em Waitangi, Nova Zelândia, 2019.

Carlos fez visitas frequentes à Arábia Saudita para promover a exportação de armas para empresas como a BAE Systems. Em 2013, 2014, e 2015, ele se encontrou com o comandante da Guarda Nacional da Arábia Saudita, Mutaib bin Abdullah. Em fevereiro de 2014, ele participou de uma dança de espada tradicional com membros da família real saudita no festival Janariyah em Riad. No mesmo festival, a empresa de armas britânica BAE Systems foi homenageada pelo príncipe Salman bin Abdulaziz. Carlos foi criticado pela parlamentar escocesa Margaret Ferrier em 2016 por seu papel na venda de caças Typhoon para a Arábia Saudita. De acordo com a biógrafa de Carlos, Catherine Mayer, jornalista da revista Time que afirma ter entrevistado várias fontes do círculo íntimo dele, ele "não gosta de ser usado para comercializar armamentos" em acordos com a Arábia Saudita e outros países do Golfo Árabe. De acordo com Mayer, Carlos apenas levantou suas objeções a ser usado para vender armas no exterior em particular. Os chefes de governo da Commonwealth decidiram em sua reunião de 2018 que o príncipe de Gales seria o próximo chefe da Commonwealth depois da rainha. O chefe é escolhido e, portanto, não hereditário. Em 7 de março de 2019, a rainha organizou um evento no Palácio de Buckingham para marcar o 50.º aniversário da investidura de Carlos como Príncipe de Gales. Os convidados do evento incluíram a então duquesa da Cornualha, o duque e a duquesa de Cambridge, o duque e a duquesa de Sussex, a primeira-ministra Theresa May e o primeiro-ministro galês Mark Drakeford. No mesmo mês, a pedido do governo britânico, o príncipe de Gales e a duquesa da Cornualha fizeram uma viagem oficial a Cuba, tornando-se a primeira realeza britânica a visitar o país.

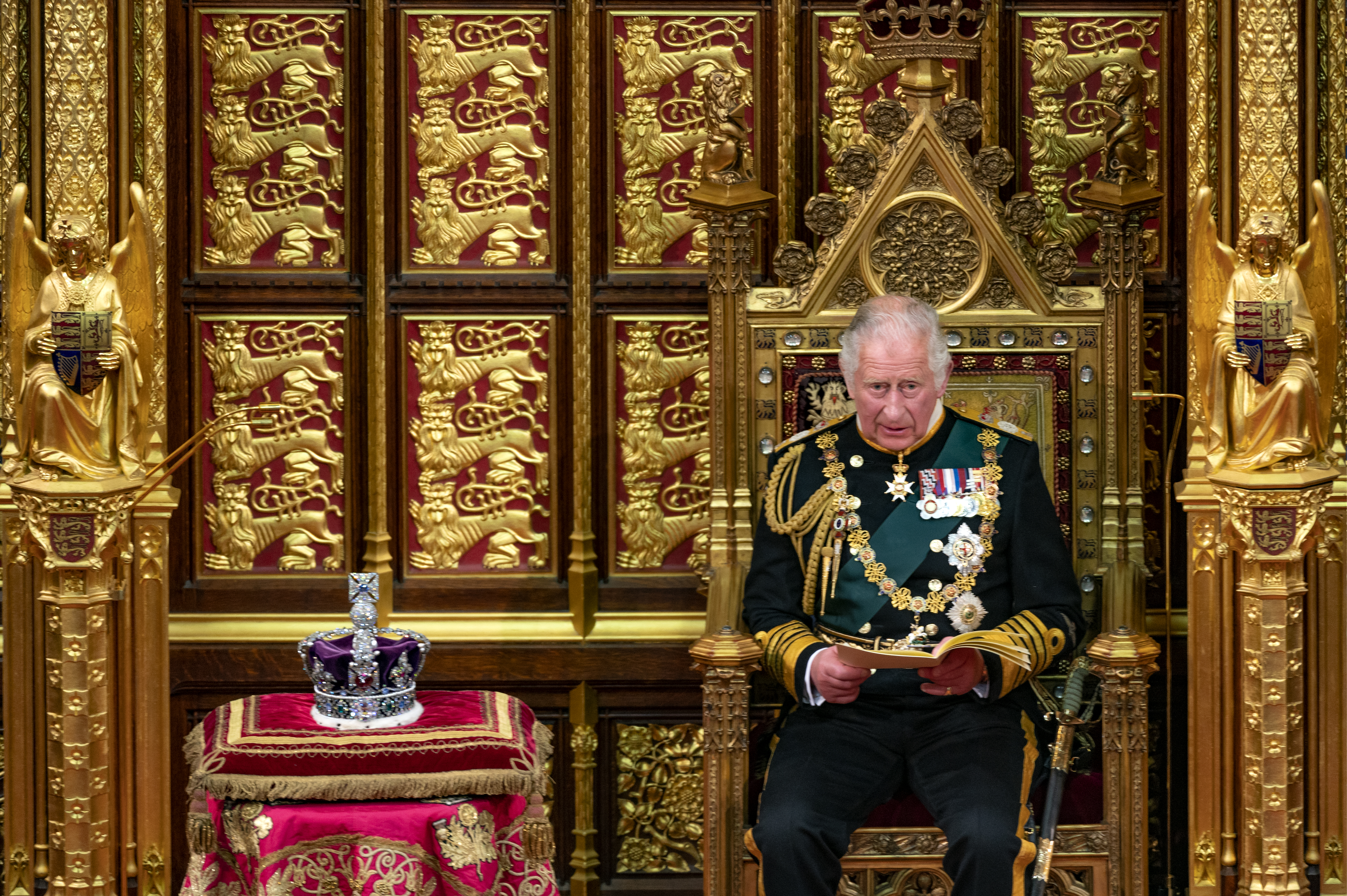
Carlos fazendo o tradicional discurso na Abertura do Parlamento, em nome de sua mãe, no Parlamento Britânico, maio de 2022.

A turnê foi vista como um esforço para formar uma relação mais próxima entre o Reino Unido e Cuba. Em novembro de 2021, Carlos participou das cerimônias realizadas para marcar a transição de Barbados para uma república parlamentar, que removeu a rainha como chefe de Estado. Em maio de 2022, Carlos participou da Abertura do Parlamento e fez o discurso da rainha em nome de sua mãe como conselheiro de Estado pela primeira vez. Em junho de 2022, o The Times informou que o então príncipe havia descrito em particular o plano de asilo de Ruanda do governo do Reino Unido como "terrível" e temia que ofuscasse a reunião de 23 de junho dos chefes de governo da Commonwealth em Ruanda, onde o príncipe representou a rainha. Mais tarde, foi relatado que os ministros do gabinete alertaram Carlos para evitar fazer comentários políticos, pois temiam que uma crise constitucional pudesse surgir se ele continuasse a fazer tais declarações uma vez que se tornasse rei.

## Reinado

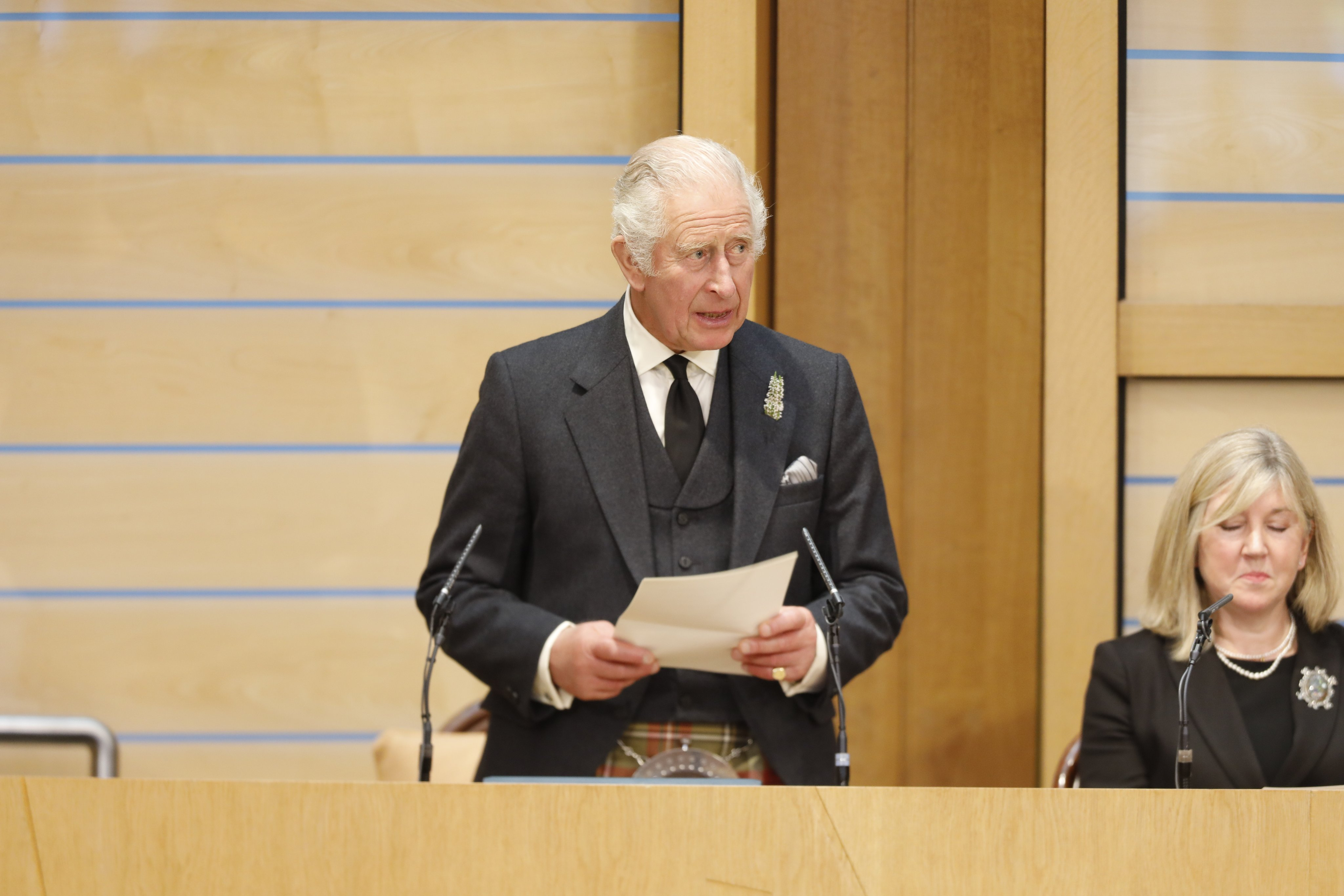
Discursando no Parlamento Escocês, após sua ascensão como rei.

Carlos ascendeu ao trono britânico no dia 8 de setembro de 2022, após a morte de sua mãe, a Rainha Isabel II. Carlos foi o herdeiro aparente mais longevo da história do Reino Unido, superando o recorde de Eduardo VII no dia 20 de abril de 2011. Ao tornar-se monarca aos 73 anos de idade, Carlos era a pessoa mais velha a conseguir o posto, sendo o recordista anterior Guilherme IV, que tinha 64 anos quando se tornou rei em 1830.
Em 30 de setembro de 2022, foram divulgadas as moedas comemorativas do rei Carlos III. O modelo da moeda de 50 centavos de libra esterlina, assim como o da moeda de 5 libras esterlinas estampam a efígie de Carlos III na frente e no verso apresenta duas efígies da Rainha Isabel II em diferentes idades. As moedas comemorativas serão vendidas para colecionadores pela Royal Mint, a casa da moeda britânica. Já a moeda de 50 pence (50 centavos de libra) estará disponível para uso geral, sendo distribuída de acordo com a demanda de bancos, sociedades de crédito imobiliário e postos de correio. Elas vão circular em paralelo com as 27 bilhões de moedas do reinado da falecida rainha Isabel II, que ainda serão aceitas no comércio.
Os planos para a coroação de Carlos foram feitos por muitos anos, sob o codinome "Operação Orbe Dourado" ("Operation Golden Orb"). Relatórios antes de sua ascensão sugeriram que a coroação de Carlos seria mais simples e menor em escala do que a de sua mãe em 1953, com a cerimônia esperada para ser "mais curta, menor, menos cara e mais representativa de diferentes religiões e grupos comunitários - caindo na linha com o desejo do rei de refletir a diversidade étnica da Grã-Bretanha moderna". No entanto, a coroação é uma cerimônia da Igreja da Inglaterra e exige um juramento de coroação, a unção, a entrega do orbe e a entronização.

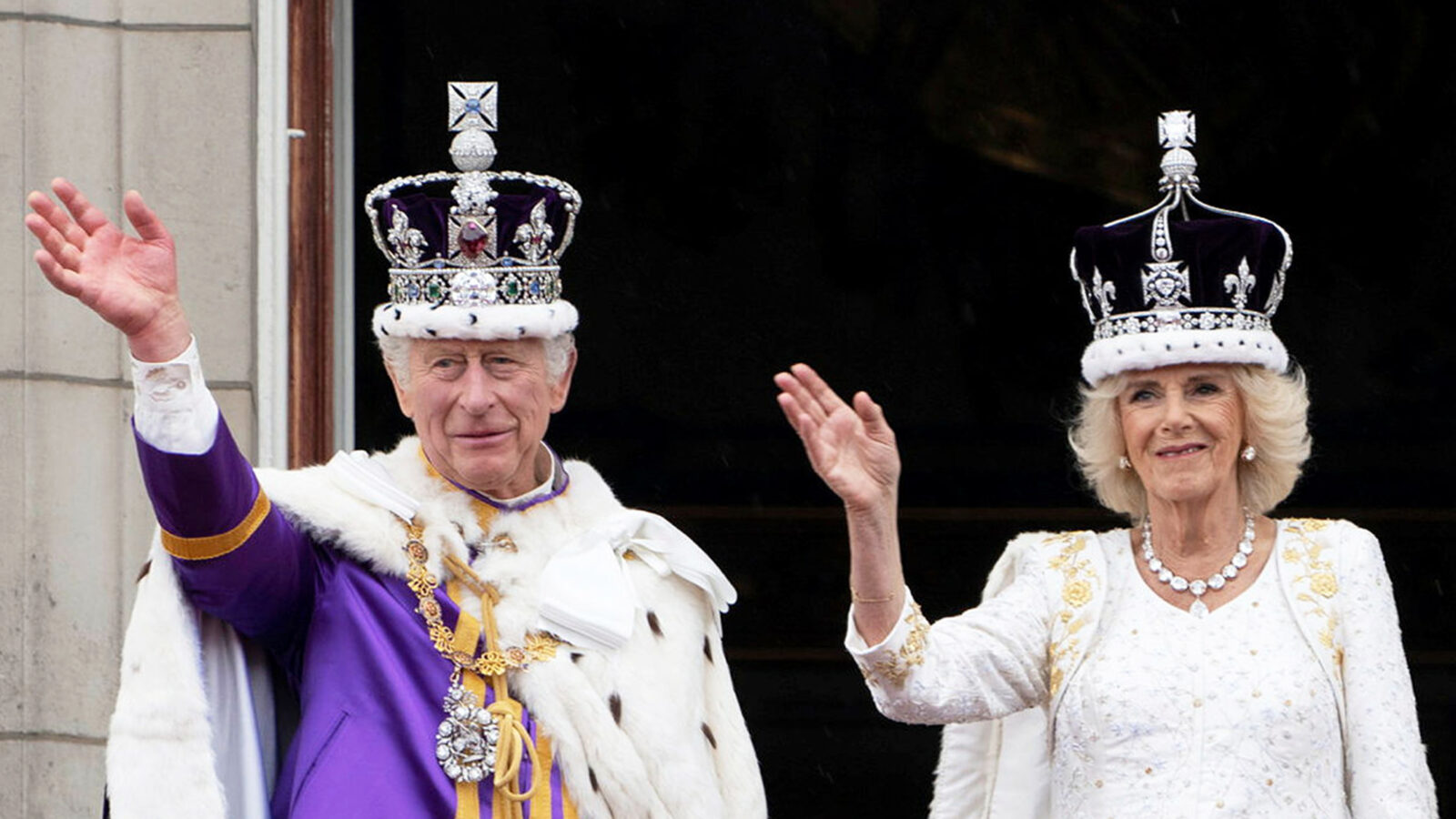
Carlos III e Camila na sacada do Palácio de Buckingham, após a cerimônia de coroação em 6 de maio de 2023.

Carlos fez seu primeiro discurso à nação como rei em 9 de setembro às 18h BST, no qual ele homenageou sua falecida mãe e proclamou seu filho Guilherme como Príncipe de Gales. Em 10 de setembro de 2022, Carlos foi proclamado publicamente Rei do Reino Unido pelo Conselho de Ascensão. A cerimônia foi televisionada pela primeira vez. Os participantes incluíram a rainha Camila; Guilherme, Príncipe de Gales; A Primeira-ministra Liz Truss e seus predecessores John Major, Tony Blair, Gordon Brown, David Cameron, Theresa May e Boris Johnson. Carlos também foi proclamado rei de cada um de seus outros reinos pelo conselho privado ou executivo relevante.

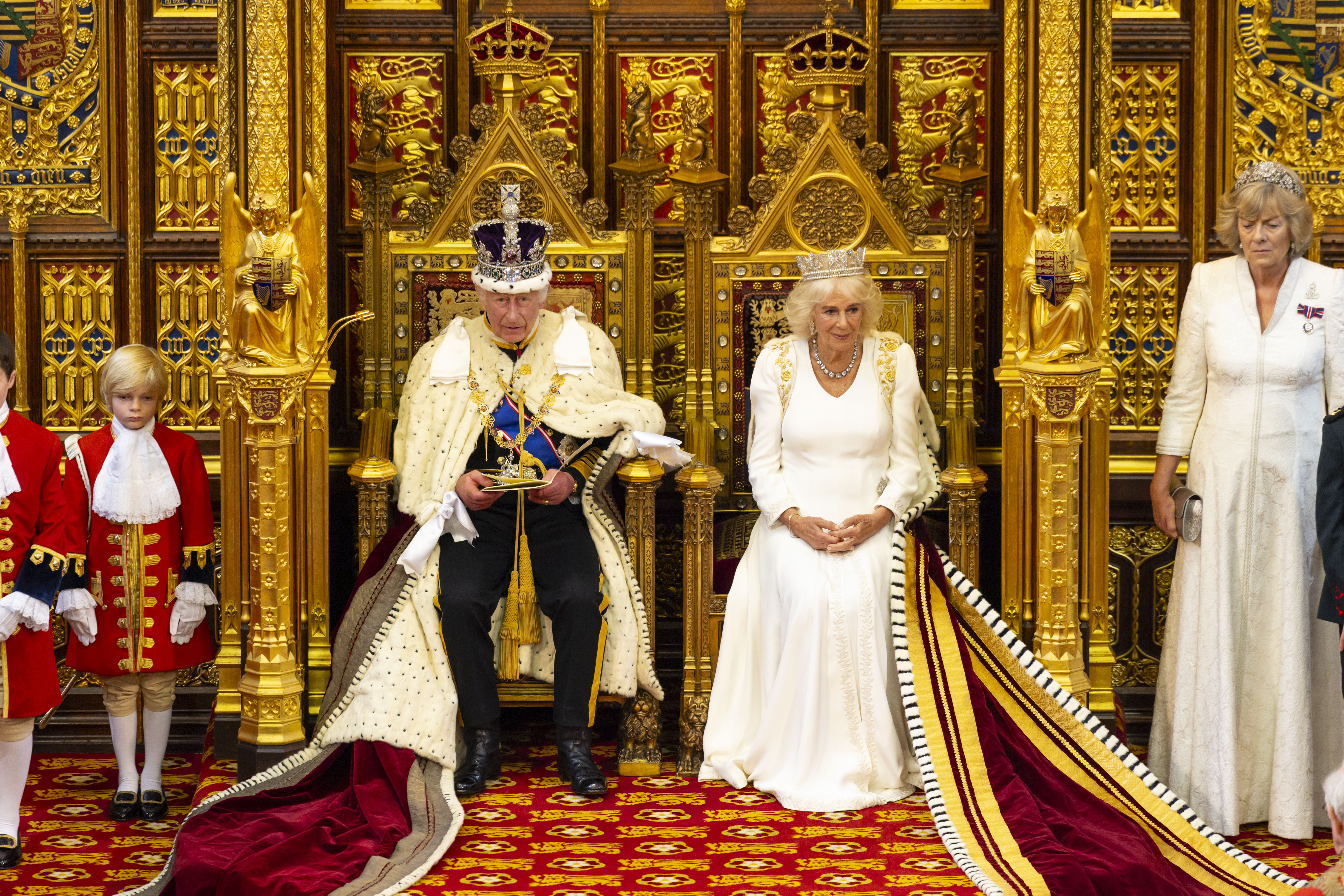
Fazendo o discurso do Rei na Abertura do Parlamento em 2024.

A coroação de Carlos III e Camila ocorreu em 6 de maio de 2023, na Abadia de Westminster, tendo sido televisionada, com exceção da unção. Na ocasião, jurou governar o povo com justiça e misericórdia, e defender a Igreja da Inglaterra e a Igreja da Escócia, sendo a primeira vez em que um monarca, numa coroação, orou para que fosse uma bênção a adeptos de toda fé e crença. As vestes com as quais aparecereu na sacada do Palácio de Buckingham para ser saudado pelo povo foram as mesmas utilizadas por seu avó materno, o rei Jorge VI.
Em 5 de julho de 2023, Carlos e Camila participaram de um Serviço Nacional de Ação de Graças, onde foram presenteados com as Honras da Escócia na Catedral de Santo Egídio. Durante a cerimônia, a nova Espada Isabel foi usada pela primeira vez, substituindo a frágil Espada Escocesa do Estado.

## Interesses sociais

### Arquitetura

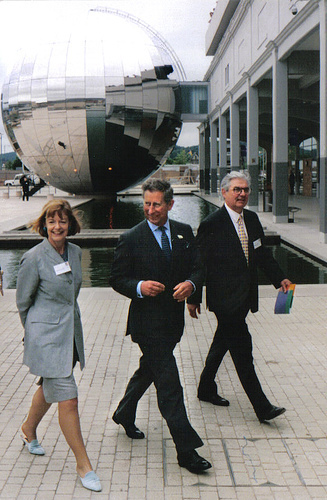
Carlos no recém-inaugurado At-Bristol, 14 de junho de 2000

Carlos tem repetidamente destacado sua visão de arquitetura e planejamento urbano em reuniões públicas do setor, acreditando que "maior cuidado com o projeto e renovação das cidades pode melhorar muito a qualidade de vida dos cidadãos". Sua filosofia no campo do projeto arquitetônico foi exposta em 30 de maio de 1984 em um discurso por ocasião do 150.º aniversário da fundação do Royal Institute of British Architects (RIBA), no qual ele memorável descreveu a extensão da Galeria Nacional em Londres. Como um "monstruoso furúnculo na face de um querido amigo" lamentando "aquelas torres de vidro" da arquitetura modernista. Ele disse: "É possível e importante em termos humanos respeitar construções antigas, planos rodoviários e plantas tradicionais e, ao mesmo tempo, ter preferências próprias sobre a cor de uma fachada, sobre ornamentos ou sobre a escolha de materiais a serem utilizados" exigindo a intervenção da comunidade no contexto de escolhas arquitetônicas sociais nos países.
Carlos escreveu um livro e criou um documentário intitulado A Vision of Britain, fortemente crítico da arquitetura modernista. Apesar dos ataques dos círculos modernistas, o então príncipe continuou a promover sua visão, o urbanismo tradicional, a necessidade de trazer as cidades de volta a uma escala humana e a restauração de edifícios históricos com a adequada integração de novas estruturas. Nesse sentido, duas de suas organizações ainda estão preocupadas em avançar nessas ideias: o Prince's Regeneration Trust e Prince's Foundation for the Built Environment. A vila de Poundbury, por exemplo, foi criada do zero com a ideia do Príncipe Carlos com um projeto de Léon Krier.
Em 1999, Carlos concordou com o uso de seu título para o Prince of Wales Praze para Liderança em Patrimônio Municipal, concedido pela Heritage Canada Foundation a governos municipais que demonstraram compromisso sustentado com a conservação de lugares históricos. Enquanto visitava os Estados Unidos e examinava os danos causados pelo Furacão Katrina, Carlos recebeu o Prêmio Vincent Scully do National Building Museum em 2005, por seus esforços em relação à arquitetura; ele doou US$ 25 000 do prêmio em dinheiro para restaurar comunidades danificadas por tempestades.  Carlos ocasionalmente interveio em projetos que empregam estilos arquitetônicos como modernismo e funcionalismo.
Em 2010, a Prince's Foundation for the Built Environment decidiu ajudar a reconstruir e redesenhar edifícios em Porto Príncipe, Haiti, depois que a capital foi destruída pelo Sismo do Haiti de 2010. A fundação é conhecida por reformar prédios históricos em Cabul, no Afeganistão, e em Kingston, na Jamaica. O projeto foi chamado de "o maior desafio até agora" pela Prince's Foundation for the Built Environment. Por seu trabalho como patrono da Nova Arquitetura Clássica, em 2012 ele recebeu o Prêmio Driehaus de Arquitetura por patrocínio. O prêmio, concedido pela Universidade de Notre Dame, é considerado o mais alto prêmio de arquitetura para Nova Arquitetura Clássica e planejamento urbano.

### Medicina alternativa

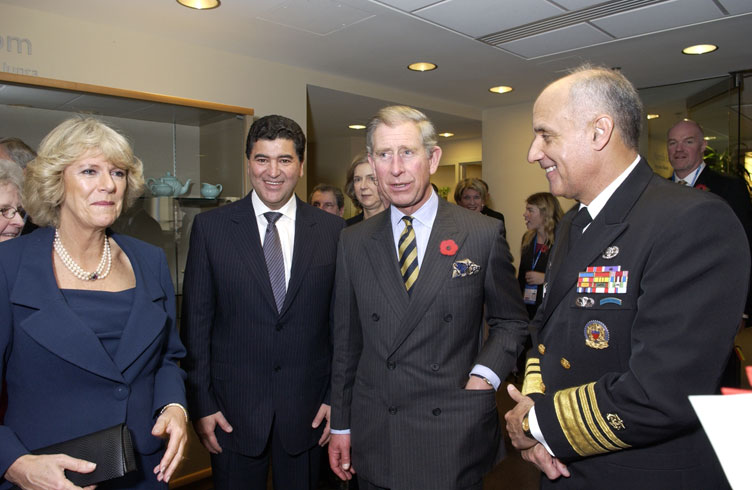
O ex-diretor do INS, Dr. Elias Zerhouni dá as boas-vindas ao Príncipe de Gales e à Duquesa da Cornualha aos Institutos Nacionais da Saúde, em 2005.

Carlos também é um controverso campeão da medicina alternativa.. Em 2004, a Fundação para a Saúde Integrada, criada em 1993 com o objetivo de "incentivar uma maior colaboração entre profissionais convencionais e complementares, e facilitar o desenvolvimento da medicina integrada", foi dividida em uma área científica e médica, a fim de incentivar o uso e o estudo de ervas medicinais e outros tratamentos alternativos no sistema médico nacional britânico, e em maio de 2006, o próprio Carlos fez um discurso na Assembleia Mundial da Saúde em Genebra, considerando urgente desenvolver o tema da integração entre a medicina convencional e alternativa e, em particular, a homeopatia.
Em abril de 2008, o The Times publicou uma carta de Edzard Ernst, professor de medicina complementar da Universidade de Exter, pedindo à fundação do então príncipe que retirasse o que foi declarado em dois de seus panfletos promovendo a medicina alternativa, citando o fato de que "a maioria das terapias alternativas provaram ser sem efeito no nível clínico, e alguns até mesmo prejudiciais. A associação respondeu por meio de um porta-voz: "Rejeitamos completamente as acusações de nossa linha de promoção da medicina alternativa e a publicação de Cuidados Complementares de Saúde: Um Guia que mostra o verdadeiro benefício de muitas terapias homeopáticas. Pelo contrário, trata as pessoas como adultos que podem assumir a responsabilidade e que têm o direito de ter informações não só sobre a medicina tradicional... depois disso, eles podem decidir o que é melhor para eles. A fundação não promove terapias complementares." Ernst publicou um livro com Simon Singh, dedicado ao príncipe Carlos intitulado Trick or Treatment: Alternative Medicine on Trial. O último capítulo expressa-se de forma profundamente crítica em relação à paixão pela medicina alternativa proposta por Carlos.

### Meio ambiente

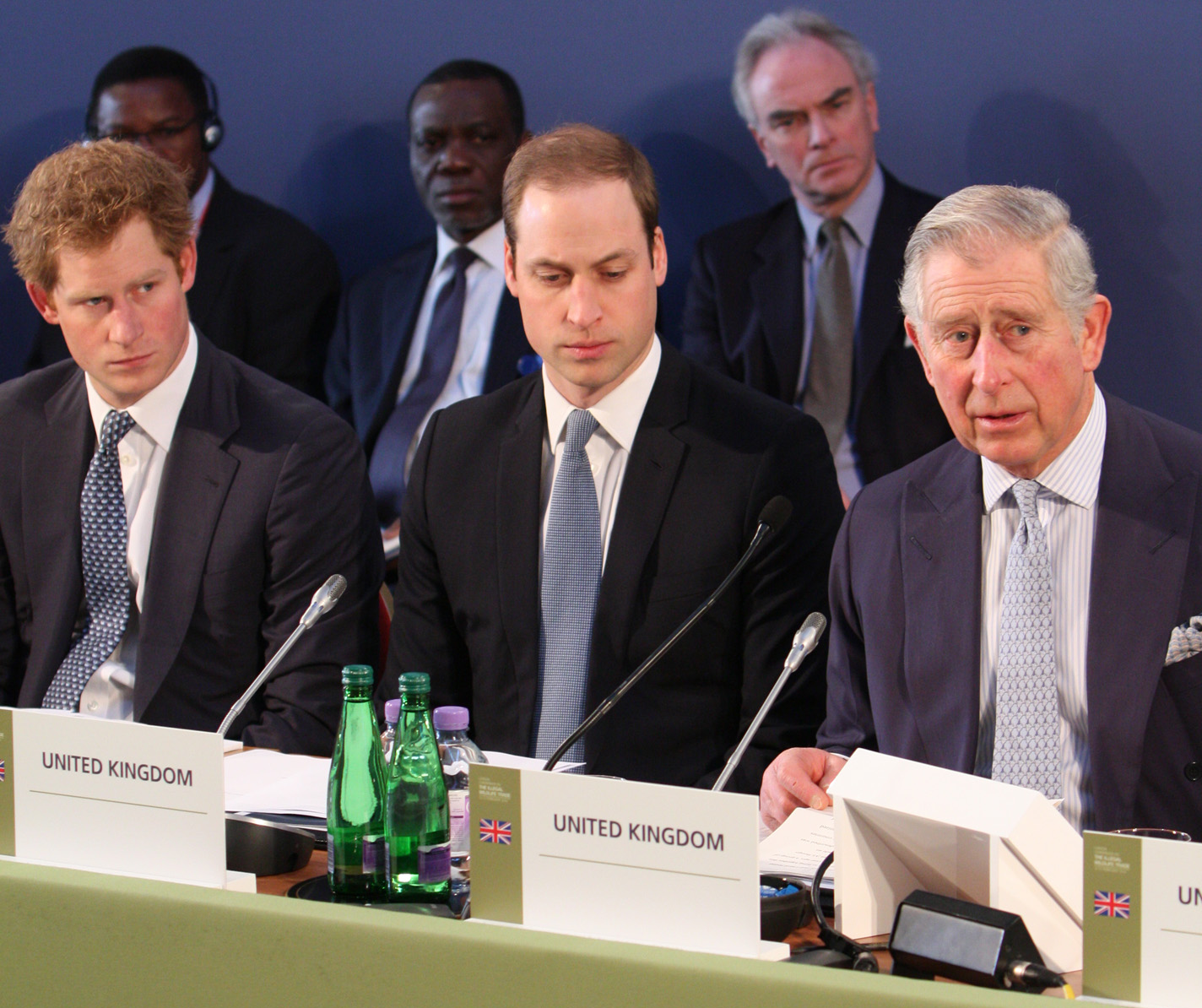
Carlos e seus filhos, os príncipes Guilherme e Henrique, na Conferência de Londres sobre o comércio ilegal de vida selvagem, em 14 de fevereiro de 2014

Desde os anos 80, Carlos promoveu outros interesses em favor do meio ambiente e da natureza. Mudando-se para sua residência de Highgrove House, ele desenvolveu um interesse particular na agricultura orgânica que culminou em 1990 com o lançamento de sua própria linha de produtos orgânicos, Duchy Originals, que hoje vende mais de 200 tipos diferentes de produtos orgânicos, desde alimentos até plantas de jardim, com um lucro registrado em 2008 de 6 milhões de libras por ano que são doados para as obras de caridade do príncipe. Seu compromisso com este campo fez Carlos ser co-autor (com Charles Clover, editor do Daily Telegraph) de Highgrove: An Experiment in Organic Gardening and Farming, publicado em 1993, e ofereceu seu patrocínio para o Garden Organic. Nesse sentido, ele tem se envolvido na atividade de muitas indústrias agrícolas aproveitando a oportunidade para realizar muitas reuniões com os agricultores. Em 2004, ele voluntariamente fundou a Campanha Renascentista de Carneiro para ajudar os ovinos ingleses.
Em dezembro de 2006, a Clarence House anunciou a intenção de Carlos de reduzir as emissões de gases de todas as suas áreas de produção agrícola. No mesmo ano, ele recebeu a 10.ª edição anual do Global Environmental Citizen Award do Centro de Saúde e Meio Ambiente Global da Harvard Medical School, cujo diretor, Eric Chivian, se expressou na cerimônia de premiação: "Durante décadas, o Príncipe de Gales foi um campeão do mundo natural... Ele tem sido um dos líderes mundiais em trazer cada vez mais esforços para a eficiência energética e reduzir a descarga de substâncias tóxicas no solo, no ar e nos oceanos."

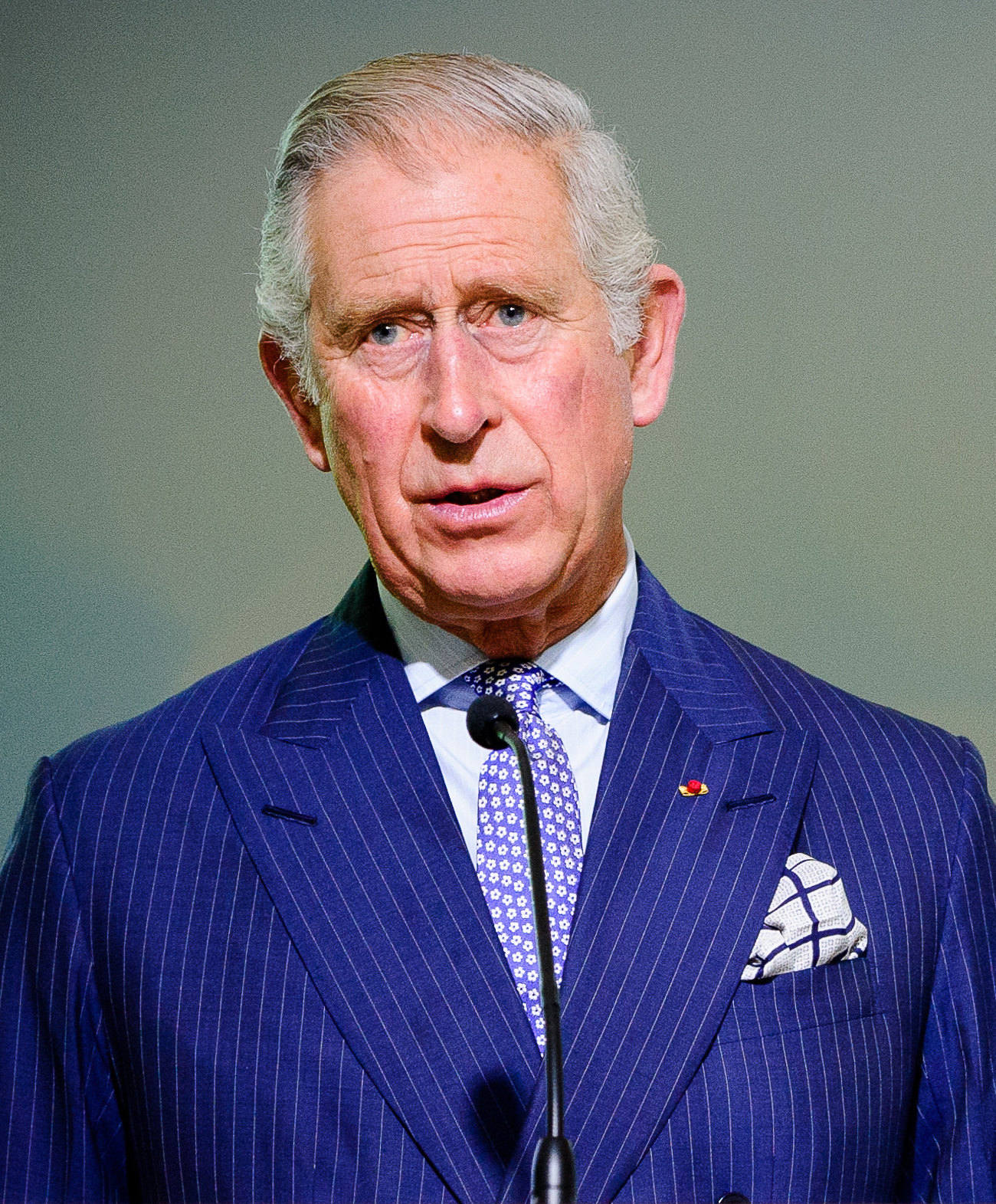
Príncipe Carlos falando na 21.ª Conferência das Nações Unidas sobre as Mudanças Climáticas, em Paris, 2015.

Em um discurso ao Parlamento Europeu em 14 de fevereiro de 2008, ele alegou a causa da guerra comum contra as mudanças climáticas com os líderes da União. Durante a ovação de pé que se seguiu ao seu discurso, Nigel Farage, líder do Partido da Independência do Reino Unido (UKIP), foi o único membro do parlamento a permanecer sentado e mais tarde descreveria o discurso de Carlos como "inútil e louco na melhor das hipóteses". Em um discurso na Cúpula da Prosperidade de Baixo Carbono também no Parlamento Europeu no dia 9 de fevereiro de 2011, Carlos disse que os céticos das mudanças climáticas estão jogando "um jogo de roleta arriscado" com o futuro incerto do planeta e a opinião pública devastada. Ele também trabalhou em nome dos pescadores e da floresta amazônica, bem como a necessidade de reduzir as emissões de CO2 do carbono fóssil. Em 2011, Carlos recebeu a Medalha RSPB.
Em janeiro de 2020, Carlos lançou a Iniciativa de Mercados Sustentáveis na reunião anual do Fórum Econômico Mundial em Davos, um projeto que incentiva a colocar a sustentabilidade no centro de todas as atividades. Em maio de 2020, a Iniciativa de Mercados Sustentáveis do Príncipe de Gales e o Fórum Econômico Mundial lançaram o projeto Great Reset, um plano de cinco pontos preocupado em melhorar o crescimento econômico sustentável após a recessão global causada pela pandemia de COVID-19. Em janeiro de 2021, Carlos lançou a Terra Carta ("Earth Charter"), uma carta de finanças sustentáveis que pediria a seus signatários que seguissem um conjunto de regras para se tornarem mais sustentáveis e investirem em projetos e causas que ajudem a preservar o meio ambiente. Em julho de 2021, Carlos e Jony Ive anunciaram o Terra Carta Design Lab, uma competição concebida pelo Royal College of Art para encontrar soluções para as mudanças climáticas e questões ambientais, cujos vencedores seriam apoiados financeiramente e apresentados aos líderes da indústria do Sustainable Markets Initiative. Em setembro de 2021, ele lançou a iniciativa Food for the Future, um programa com contribuições de Jimmy Doherty e Jamie Oliver que visa educar crianças do ensino médio sobre o sistema alimentar e eliminar o desperdício de alimentos. Em seu papel como patrono da National Hedgelaying Society, Carlos organizou recepções para a competição rural da organização em sua propriedade de Highgrove para ajudar na preservação de sebes plantadas no Reino Unido.

### Filantropia e obras de caridade
Os problemas de muitas pessoas pobres têm sido frequentemente o foco dos esforços humanitários de Carlos, particularmente para os desempregados, pessoas que tiveram problemas com a lei, pessoas em dificuldades com a escola ou qualquer outra coisa. O The Prince's Trust é sua principal organização nesse sentido e Carlos muitas vezes tem a oportunidade de trabalhar com jovens oferecendo empregos e também recebendo apoio de fora e através de concertos de caridade. No Canadá, Carlos participou com seus dois filhos em 1998 no Dia Internacional contra a Discriminação Racial, ajudando o lançamento da Canadian Youth Business Foundation em Saskatchewan em 2001, visitando a cidade de Regina. Desde a fundação do The Prince's Trust em 1976, Carlos fundou mais de quinze organizações de caridade das quais ele agora é presidente, bem como outras duas das quais ele é presidente honorário, todas reunidas nas chamadas Caridades do Príncipe, que ele mesmo descreve como "a maior empresa de caridade multi-causas do Reino Unido, que a cada ano arrecada mais de 100 milhões de libras para doar para caridade... ativo em todas as áreas da educação, nutrição, construção e colaboração com empresas internacionais em apoio aos necessitados."

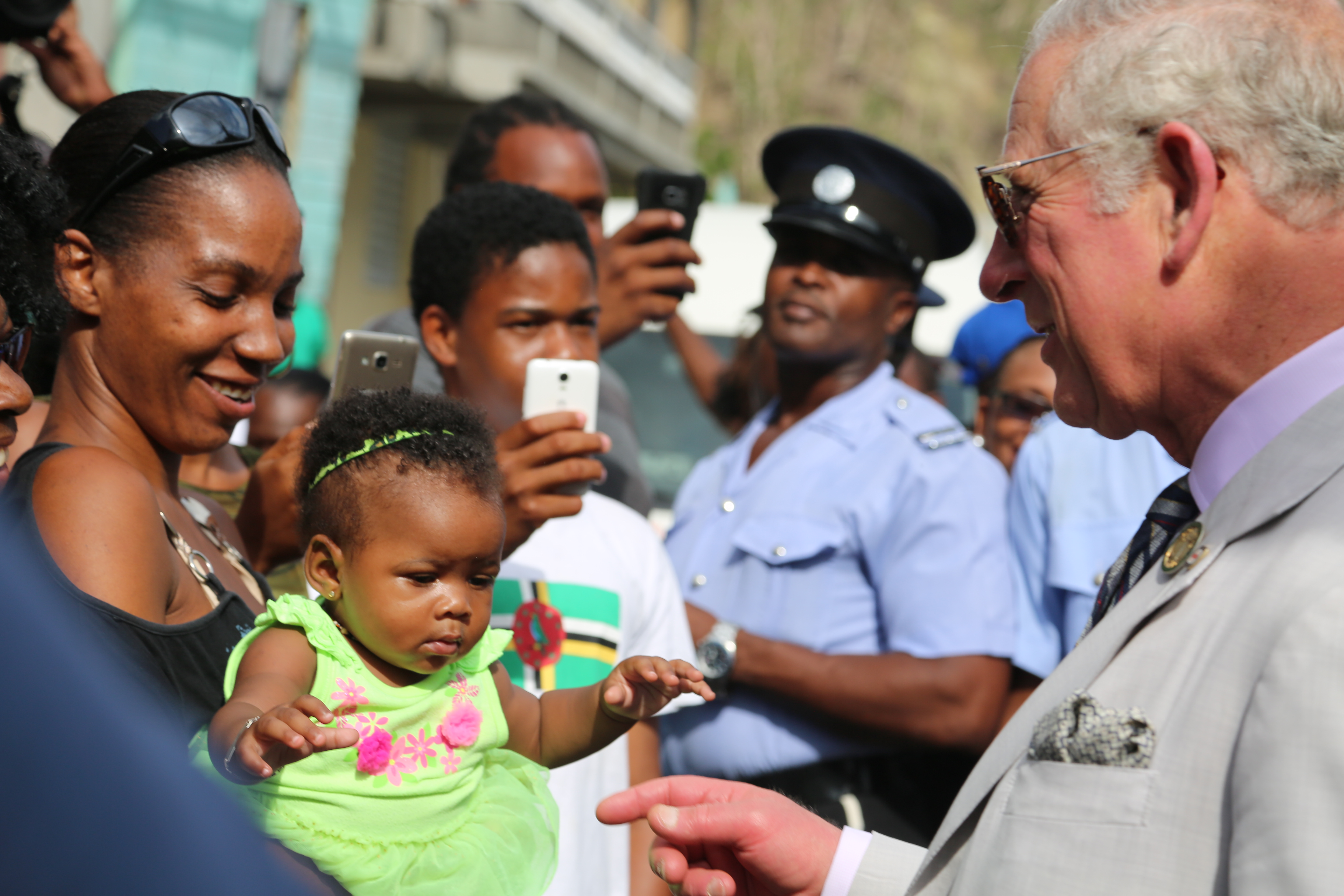
Carlos encontra pessoas em Pichelin Village, cujas casas foram destruídas pelo Furacão Maria em 2017.

Em 2010, a Prince's Charities Canada foi fundada sob o mesmo intuito do Reino Unido. Carlos também é patrono de mais de 350 organizações de caridade, em todos os territórios da Commonwealth; por exemplo, ele tem usado muitas de suas turnês oficiais para avançar as causas de suas associações, bem como para se conscientizar sobre como elas funcionam. Em janeiro de 2020, ele tornou-se o primeiro patrono britânico do Comitê Internacional de Resgate, uma instituição de caridade que visa ajudar refugiados e deslocados por guerra, perseguição ou desastre natural. Em abril de 2021 e após um aumento nos casos de COVID-19 na Índia, Carlos emitiu um comunicado, anunciando o lançamento de um apelo de emergência para a Índia pelo British Asian Trust, do qual ele é o fundador. O apelo, chamado Oxygen for India, ajudou na compra de concentradores de oxigênio para hospitais necessitados. Em janeiro de 2022, Carlos contratou sete artistas para pintar retratos de sete sobreviventes do Holocausto. As pinturas serão exibidas na Galeria da Rainha no Palácio de Buckingham e no Palácio de Holyroodhouse e serão apresentadas em um documentário da BBC Two intitulado Survivors: Portraits of the Holocaust.

## Interesses pessoais

### Crenças religiosas e filosóficas

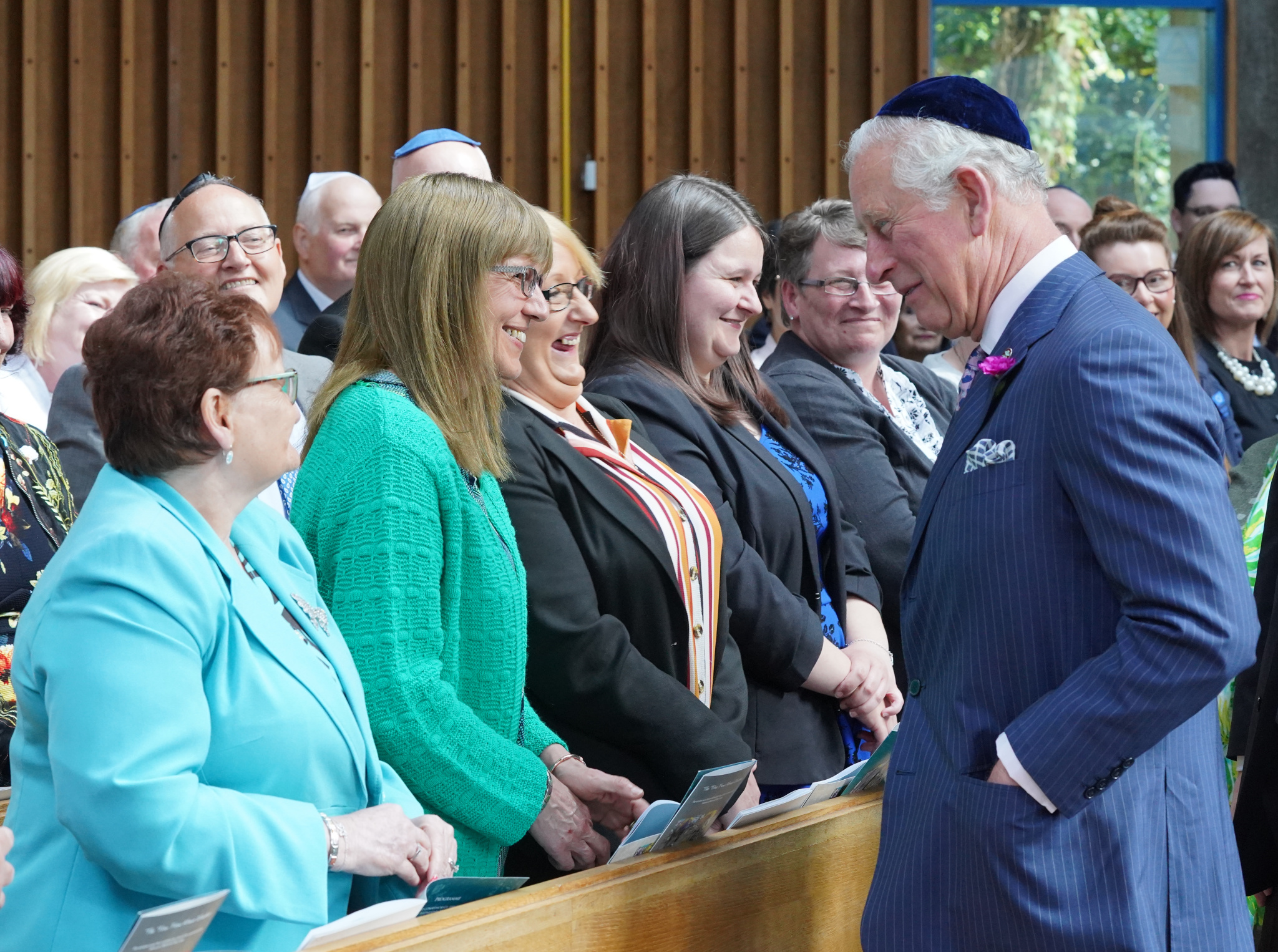
Carlos e membros da Comunidade Judaica na Congregação Judaica de Belfast em 2019.

Carlos foi crismado aos 16 anos pelo Arcebispo de Cantuária, Michael Ramsey, na Páscoa de 1965 na Capela de São Jorge, em Windsor. Se considera religioso como era a rainha e com toda a família real participa de missas mesmo durante o período de verão no Crathie Kirk no Castelo de Balmoral. Em 2000 foi nomeado Lorde Alto Comissário da Assembleia Geral da Igreja da Escócia. Ele também viaja todos os anos (às vezes em segredo) para o Monte Athos para passar um tempo no mosteiro ortodoxo local, bem como demonstrando seu interesse no cristianismo ortodoxo. Carlos também é patrono do Centro de Estudos Islâmicos de Oxford na Universidade de Oxford. Sir Laurens van der Post tornou-se amigo de Carlos em 1977, ser apelidado de "o guru do príncipe Carlos" a ponto de se tornar padrinho até mesmo do primeiro filho de Carlos, príncipe Guilherme. Dele, Carlos desenvolveu sua própria filosofia, especialmente na paixão pelas teorias asiáticas e do Oriente Médio, pela Cabal, e por neoplatonistas como Kathleen Raine, que morreu em 2003.
Em 1994, em relação ao título de Defensor da Fé, Carlos havia declarado que "Eu pessoalmente prefiro ver [o meu futuro papel], como Defensor de Fé [in lato sensu, para todas as fés], não da Fé [in stricto sensu, à Fé Anglicana]". Embora houvesse rumores de que Charles juraria ser "Defensor de Fé" como rei, ele afirmou em 2015 que manteria o título tradicional do monarca de "Defensor da Fé", enquanto se "garantisse que a fé de outras pessoas também pudessem ser praticada", o que ele vê como um dever da Igreja da Inglaterra.

### Esportes
Desde sua juventude, Carlos foi um grande entusiasta do polo e jogador até 1992, quebrando o braço em 1990 e ficando inconsciente brevemente após uma queda de seu cavalo em 2001. Ele voltou a jogar para jogos de caridade em 2005. Também participou frequentemente da caça às raposas, antes do esporte ser abolido no Reino Unido em 2005. No final dos anos 90, a crescente oposição de organizações como a Liga Contra os Esportes Cruéis tinham como alvo Carlos depois que ele também trouxe seu filho para a tradicional Beaufort Hunt em 1999, enquanto o governo estava tentando abolir a caça com cães. O rei em sua juventude também gostava muito de pesca e, em particular, do salmão e é nesse sentido que ele apoiou em grande parte os esforços de Orri Vigfússon para proteger o salmão do Atlântico Norte. Carlos pescou frequentemente ao longo do rio Dee em Aberdeenshire, Escócia, bem como Vopnafjörður, Islândia. Carlos apoia o Burnley Football Club.

### Arte
O rei é presidente ou patrono de mais de 20 organizações artísticas, incluindo o Royal College of Music, a Royal Opera, a English Chamber Orchestra, a Philharmonia Orchestra and Chorus, a Ópera Nacional Galesa e a Purcell School. O rei também fundou a Fundação Príncipe para Crianças e As Artes em 2002 para ajudar as crianças a entrar no mundo da música. Ele é presidente da Royal Shakespeare Company (RSC) e participa regularmente de performances que ocorrem em Stratford-upon-Avon, apoiando a empresa às suas próprias custas.
Em 2000, ele reviveu a antiga tradição de nomear um harpista da corte nomeando um músico a este respeito pela corte galesa. Apreciado aquarelista, Carlos expôs e vendeu algumas de suas obras e muitas obras também foram em revistas. Em Cambridge, ele teve a oportunidade de estudar violoncelo, e também cantou com o Coro de Bach em duas ocasiões. Também tem sua paixão pela comédia, bem como pelo ilusionismo, tornando-se também um membro do Círculo Mágico. Ele é um conhecido fã do cantor canadense Leonard Cohen, que morreu em 2016.

## Saúde

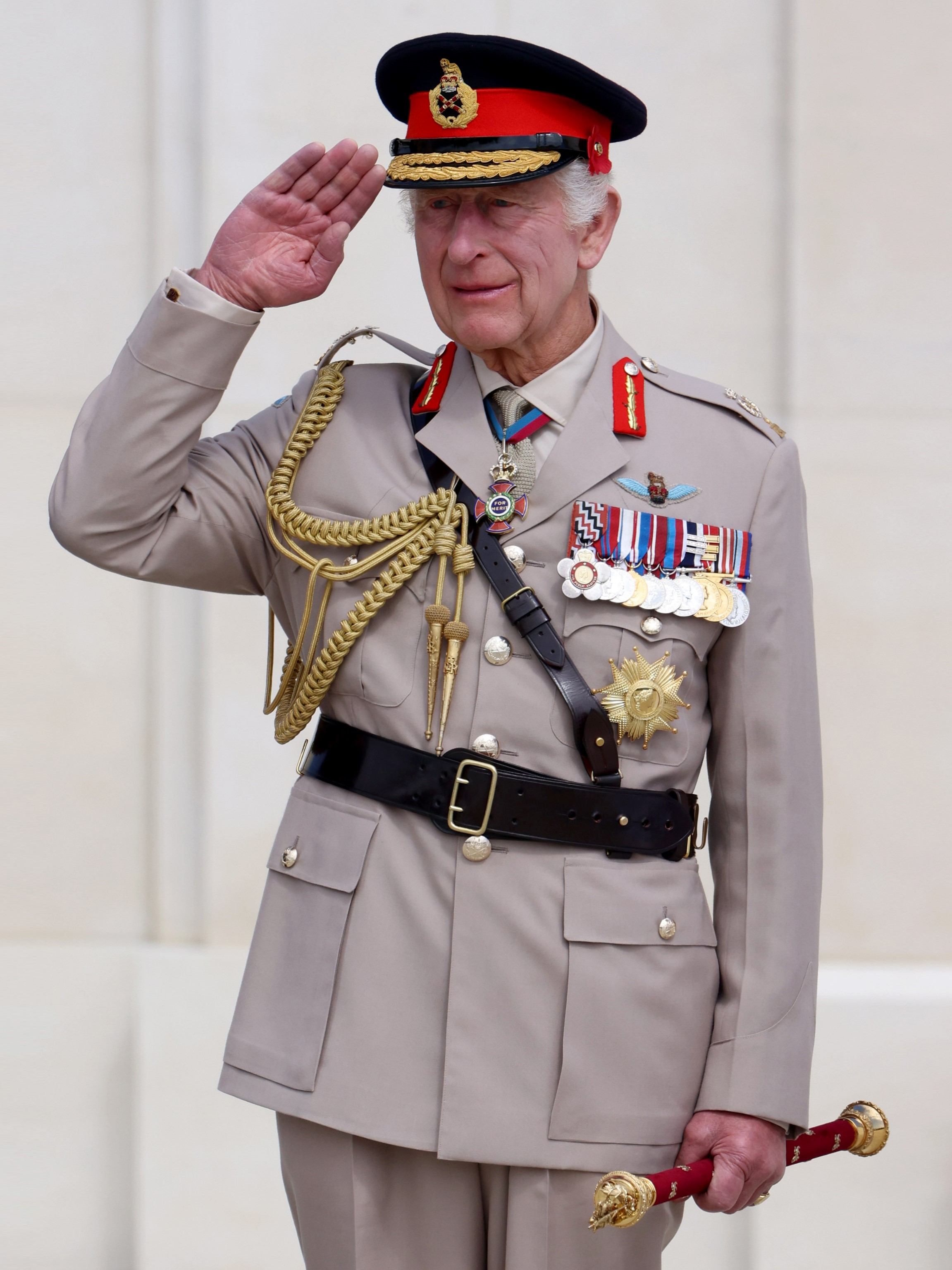
Em Ver-sur-Mer, na França, Carlos III do Reino Unido faz uma saudação enquanto veste o uniforme nº 4 do Exército Britânico, nos 80 anos do Desembarques da Normandia. Foto de Simon Dawson / No 10 Downing Street

Em 25 de março de 2020, Carlos testou positivo para coronavírus, durante a pandemia de COVID-19, após mostrar sintomas leves por dias. Ele e Camilla posteriormente se isolaram em sua residência em Birkhall. Camilla também foi testada, mas teve um resultado negativo. A Clarence House afirmou que o príncipe apresentou sintomas leves, mas "continua com boa saúde". Eles ainda afirmaram: "Não é possível determinar de quem o príncipe pegou o vírus devido ao grande número de compromissos que realizou em seu papel público durante as últimas semanas". Vários jornais criticaram que Carlos e Camilla fossem testados prontamente em um momento em que alguns médicos, enfermeiras e pacientes do NHS não conseguiam fazer o teste rapidamente. Em 30 de março de 2020, Clarence House anunciou que Carlos havia se recuperado do vírus, e ele estava fora do isolamento governamental de sete dias após consultar seu médico. Dois dias depois, Carlos afirmou em um vídeo que continuaria a praticar o isolamento e o distanciamento social.
Em 17 de janeiro de 2024 foi anunciado que ele passaria por uma pequena cirurgia na próstata na semana seguinte por ter um "problema comum aos homens de sua idade", a próstata aumentada. O anúncio veio apenas 90 minutos antes do Palácio de Kensington anunciar que a princesa Catarina havia sido operada um dia antes e ficaria duas semanas internada e dois meses afastada de seus deveres. Em fevereiro de 2024, foi anunciado que Carlos havia sido diagnosticado com câncer durante o tratamento, mas que não era câncer de próstata. Suas funções públicas foram adiadas. Nenhum conselheiro de estado foi chamado para substituir Carlos em capacidade oficial (o mecanismo constitucional para quando o monarca está incapacitado).
Ele fez sua primeira aparição pública importante desde o diagnóstico de câncer no serviço religioso de Páscoa realizado na Capela de São Jorge, no Castelo de Windsor, em 31 de março. Em abril de 2024, foi anunciado que ele retomaria as funções de atendimento ao público após progredir no tratamento do câncer.
Em 6 de junho seguinte, participou das comemorações do 80 anos do Desembarques da Normandia, em solo francês.

## Títulos e honrarias

### Títulos e estilos
- 14 de novembro de 1948 – 6 de fevereiro de 1952: "Sua Alteza Real, o Príncipe Carlos de Edimburgo"
- 6 de fevereiro de 1952 – 9 de abril de 2021: "Sua Alteza Real, o Duque da Cornualha" [nota 1]
- 9 de abril de 2021 – 8 de setembro de 2022: "Sua Alteza Real, o Duque da Cornualha e Edimburgo" [nota 2]
  - Na Escócia: "Sua Alteza Real, o Duque de Rothesay"
- 28 de julho de 1958 – 8 de setembro de 2022: "Sua Alteza Real, o Príncipe de Gales"
- 8 de setembro de 2022 – presente: "Sua Majestade, o Rei"

Até à morte da mãe o seu título completo era "Sua Alteza Real, príncipe Carlos Filipe Artur Jorge, Príncipe de Gales, Duque de Edimburgo, Duque da Cornualha, Duque de Rothesay, Conde de Merioneth, Conde de Carrick, Conde de Chester, Barão Greenwich, Barão de Renfrew, Lorde das Ilhas, Príncipe e Grande Intendente da Escócia, Cavaleiro Companheiro Real da Mais Nobre Ordem da Jarreteira, Cavaleiro Extra da Mais Antiga e Mais Nobre Ordem do Cardo-selvagem, Grão-Mestre e Principal Cavaleiro da Grande-Cruz da Mais Honorável Ordem do Banho, Membro da Ordem do Mérito, Cavaleiro da Ordem da Austrália, Companheiro da Ordem de Serviço da Rainha, Membro do Mais Honorável Conselho Privado de Sua Majestade e Ajudante de Campo de Sua Majestade". Em 2021, ele herdou os títulos de Duque de Edimburgo, Conde de Merioneth e Barão de Greenwich após a morte de seu pai.

### Honras e nomeações militares
Carlos ocupou cargos importantes nas forças armadas de vários países desde que se tornou tenente de voo da Royal Air Force em 1972. A primeira nomeação honorária de Carlos nas forças armadas foi como Coronel-em-Chefe do Regimento Real do País de Gales em 1969; desde então, o príncipe também foi instalado como Coronel-em-Chefe, Coronel, Comodoro Honorário do Ar, Comodoro-em-Chefe do Ar, Vice-Coronel-em-Chefe, Coronel Honorário Real, Coronel Real e Comodoro Honorário de pelo menos 32 formações militares em toda a Commonwealth, incluindo os Royal Gurkha Rifles, que é o único regimento estrangeiro no exército britânico. Desde 2009, Carlos ocupa o segundo posto mais alto em todos os três ramos das Forças Canadenses e, em 16 de junho de 2012, a rainha concedeu o título honorário de cinco estrelas do Príncipe de Gales em todos os três ramos das Forças Armadas Britânicas, "para reconhecer seu apoio em seu papel como Comandante-em-Chefe", instalando-o como Almirante da Frota, Marechal de Campo e Marechal da Força Aérea Real.
Ele foi introduzido em sete ordens e recebeu oito condecorações dos reinos da Commonwealth, e recebeu 20 honras diferentes de Estados estrangeiros, bem como nove graus honorários de universidades do Reino Unido, Austrália e Nova Zelândia.

### Brasões

#### Brasões atuais
Após a morte da sua mãe, o príncipe Charles tornou-se o rei Carlos III e, portanto, herdou o Brasão Real do Reino Unido.

Brasão Real do Reino Unido
Brasão Real do Reino Unido para uso na Escócia
Brasão real do Canadá

#### Brasões antigos

Brasão de Carlos como Príncipe de Gales
Brasão de Carlos como Duque de Rothesay
Emblema heráldico de Carlos como Príncipe de Gales
Brasão de Carlos como Duque da Cornualha

## Ancestrais
| Nome                               | Nascimento             | Casamento           | Casamento          | Seus filhos                                                              |
| Nome                               | Nascimento             | Data                | Cônjuge            | Seus filhos                                                              |
| ---------------------------------- | ---------------------- | ------------------- | ------------------ | ------------------------------------------------------------------------ |
| Guilherme, Príncipe de Gales       | 21 de junho de 1982    | 29 de abril de 2011 | Catarina Middleton | Príncipe Jorge de Gales Princesa Carlota de Gales Príncipe Luís de Gales |
| Príncipe Henrique, Duque de Sussex | 15 de setembro de 1984 | 19 de maio de 2018  | Meghan Markle      | Príncipe Archie de Sussex Princesa Lilibet de Sussex                     |